# مرجوانا
المَرْهُوانة أو المرجوانا أو الماريغوانا هو نوع من العقاقير ذات تأثير نفساني، يستخرج من نبتة القنب الهندي. يعرف في البلدان العربية بعدة أسماء: (الماريجوانا أو البانجو، أو الزطله، أو غانجا أو حتى التسمية الغربية الشائعة الماريوانا). يستخدم لأسباب طبية، وترفيهية، الجزء الرئيسي المسبب للتأثير النفساني من المرجوانا هو رباعي هيدروكنابينول (THC)، وهو واحد من 483 مركبا معروفا في النبات، بما في ذلك ما لا يقل عن 65 كانابينويد آخر. يمكن استخدام القنب بالتدخين أو التبخير أو داخل الطعام أو كمستخلص.
للقنب تأثيرات عقلية وجسدية، مثل شعور النشوة، تغير الحالة الذهنية والشعور بالوقت، صعوبة التركيز، تحسين المزاج، ضعف الذاكرة قصيرة المدى، جفاف الفم والحلق، تغير الشعور في الحواس، ضعف حركة الجسم، أحمرار العينين، استرخاء، وزيادة الشهية. التأثيرات تصبح محسوسة في غضون دقائق بعد التدخين، وبعد حوالي 90 دقيقة عند التناول بالفم (حيث يجب استقلاب المخدر المستهلك عن طريق الفم). تستمر الآثار لمدة ساعتين إلى ست ساعات. عند الجرعات العالية، يمكن أن تشمل الآثار العقلية القلق المفرط، مشاعر ارتيابية، الهلوسة، فرط الهلع. قد تشمل الآثار الجانبية طويلة الأجل الإدمان، وانخفاض القدرة العقلية لدى أولئك الذين بدأوا في الاستخدام المنتظم في سن المراهقة، السعال المزمن، القابلية للإصابة بعدوى الجهاز التنفسي، ومتلازمة فرط التقيؤ للماريجوانا.
يستخدم القنب في الغالب للترفيه أو كدواء طبي، على الرغم من أنه يمكن استخدامه أيضًا لأغراض روحية. في عام 2013، كان ما بين 128 و232 مليون شخص يتعاطون المرجوانا (2.7٪ إلى 4.9٪ من سكان العالم الذين تتراوح أعمارهم بين 15 و65). وهو المخدر غير القانوني الأكثر استخدامًا في العالم، على الرغم من أنه قانوني في بعض المناطق. البلدان الأكثر استخدامًا للمرجوانا بين البالغين اعتبارًا من 2018 هي زامبيا والولايات المتحدة وكندا ونيجيريا. في عام 2016، استخدم 51٪ من الناس في الولايات المتحدة المرجوانا مرة على الأقل في حياتهم. حوالي 12٪ استخدموها في العام السابق، و 7.3٪ استخدموها في الشهر السابق.
بينما تم زرع نباتات القنب منذ الألفية الثالثة قبل الميلاد على الأقل، تشير الدلائل إلى أنه تم تدخينها من أجل التأثيرات النفسية منذ 2500 عام على الأقل في جبال بامير. منذ أوائل القرن العشرين، تعرض استخدام القنب لقيود قانونية. تعتبر حيازة القنب واستخدامه وزراعته غير قانونية في معظم بلدان العالم. في عام 2013، أصبحت أوروغواي أول دولة تقنن الاستخدام الترفيهي للقنب. الدول الأخرى التي تلتها في ذلك هي كندا، حيث وافق مجلس الشيوخ الكندي على مشروع قانون معدل يقنن استعمال المرجوانا مما يهييء الجو كي تصبح كندا أول دولة في مجموعة السبع الكبار تجعل استعمال القنب قانونيًا، وبعد ذلك جورجيا، وألمانيا، ومالطا، وجنوب أفريقيا، وتايلاند. في الولايات المتحدة، جعلت عشر ولايات ومقاطعة كولومبيا الدواء قانونيًا بموجب القانون المحلي، على الرغم من ذلك فهذه القوانين لا تزال غير فعالة تقنيًا بموجب القانون الفيدرالي الذي يحظر المخدرات، وفي أستراليا تم تقينه فقط في إقليم العاصمة الأسترالية. وقد تم تقنين الاستخدام الطبي للقنب -الذي يتطلب موافقة الطبيب- في عدد أكبر من البلدان.

## أصل الكلمة
القنب كلمة سكيثية، انتقلت إلى الفارسية باسم "كاناب"، ثم إلى اليونانية باسم "كانابيس"، ثم إلى اللاتينية باسم "كانابيس"، وقد تعلم الإغريق القدماء استخدام القنب من خلال متابعتهم للجنازات السيكثية، والتي كان يتم خلالها استهلاك القنب. وفي اللغة الأكدية عرف القنب باسم "قونوبو"، وتم تبني الكلمة في اللغة العبرية تحت مسمى "كين بوسم קָנֶה בֹּשׂם".
استعمل الآشوريين القدماء نبتة القنب الهندي خلال طقوسهم الدينية في المعابد، وذلك في القرن السابع قبل الميلاد، وأطلقوا على هذه النبتة اسم "كونوبو" وهو الاسم الذي اشتق منه عالم النبات "ليناوس" في القرن السابع عشر كلمة "كنابيس Cannabies" اللاتينية، أما كلمة " ماريجوانا" فهي كلمة ذات أصول مكسيكية، ولم تكن معروفة حتى ثلاثينيات القرن الماضي إلا بعدما استخدمها عملاء مكتب مكافحة المخدرات في الولايات المتحدة الأمريكية أثناء صياغتهم القوانين المتعلقة بتجارة المخدرات.

## الاستخدامات

### طبيًا

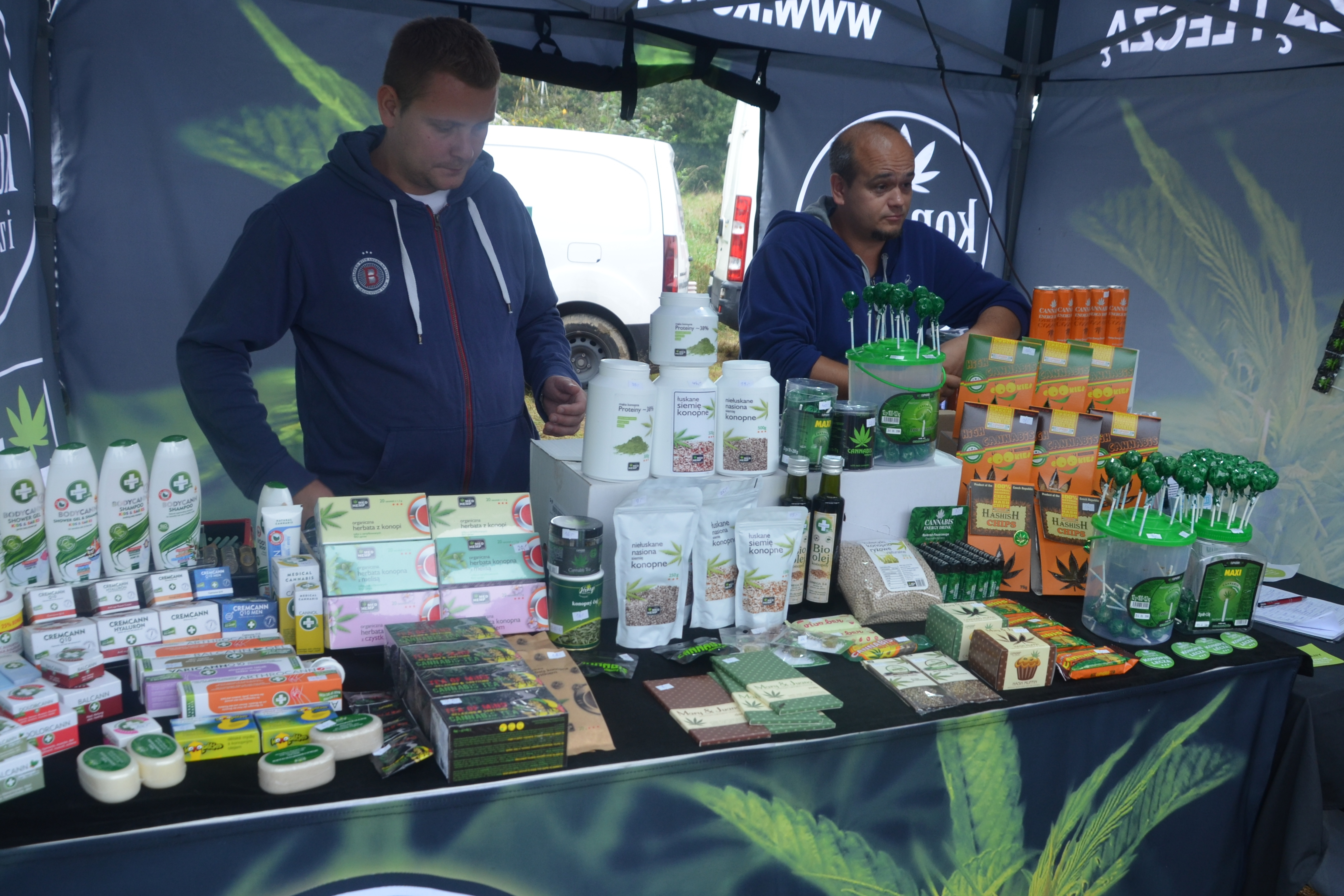

يشير مصطلح القنب الطبي، أو المرجوانا الطبية، إلى استخدام المرجوانا في علاج العديد من الأمراض، ومع ذلك لا يوجد تعريف واحد متفق عليه لهذا المصطلح. إن تصنيف المرجوانا بوصفها مخدر غير شرعي من قبل العديد من الدول على المستوى العالمي، بالإضافة إلى القيود المفروضة على زراعته وإنتاجه، كل ذلك كان من شأنه إعاقة الدراسة العلمية الدقيقة للمرجوانا بوصفها دواء. وعلى الرغم من ذلك فهناك بعض الأدلة التي تشير إلى أنه يمكن استخدام المرجوانا لتقليل الاحساس بالقيء والغثيان أثناء العلاج الكيميائي، أو أنه يستخدم لتحسين الشهية لدى الأشخاص المصابين بمرض الإيدز، أو لعلاج الألم المزمن وتشنجات العضلات. والأدلة على استخدامه لتطبيقات طبية أخرى غير كافية لاستخلاص استنتاجات حول السلامة أو الفعالية. وإن كانت هناك أدلة تدعم استخدام المرجوانا في علاج بعض الأمراض، فهناك مستويات أقل من الأدلة تدعم إمكانية علاجه لمتلازمة الهزال المرتبطة بمرض الإيدز والصرع وإلتهاب المفاصل. والاستخدام الطبي للمرجوانا يأخذ الصفة القانونية في عدد محدود فقط من الدول بما في ذلك كندا، وبلجيكا وأستراليا وهولندا، وإسبانيا والعديد من الولايات الأمريكية. واستخدام المرجوانا الطبية يتم من خلال الوصفات الطبية، وبعض القوانين والتشريعات التي تحكم عملية توزيعه.

### ترفيهيًا

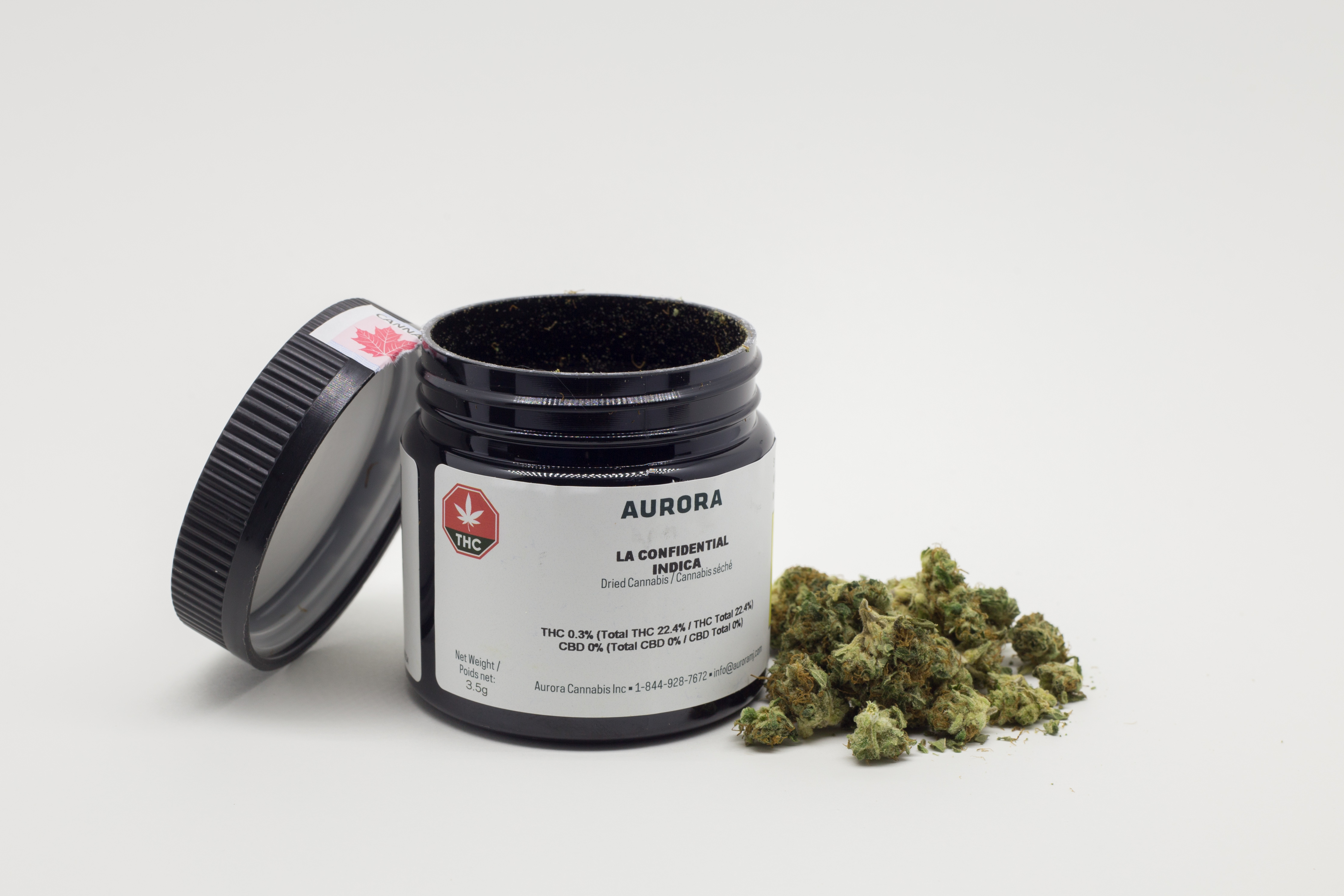

وفقًا لكبير قضاة القانون الإداري في إدارة مكافحة المخدرات، فرانسيس يونج، " تعد المرجوانا أحد أكثر المواد الفعالة علاجيًا التي عرفها الإنسان من ناحية الأمان". التعرض لتأثير المرجوانا عادة ما يشار إليه على أنه انتشاء. تعاطي المرجوانا له تأثيرات نفسية وفسيولوجية على حد سواء. وتجربة الانتشاء يمكن أن تختلف على نطاق واسع بناءً على تجربة المتعاطي السابقة مع المرجوانا، وأيضًا لى نوع المرجوانا المستخدمة. عند تدخين المرجوانا يمكن أن يحدث تأثير النشوة في غضون دقائق قليلة من التدخين. وبغض النظر عن التغير الذاتي في المزاج والادراك، فإن التأثيرات الجسدية والعصبية الأكثر شيوعًا على المدى القريب تشمل زيادة معدل ضربات القلب، وزيادة الشهية، وضعف الذاكرة قصيرة المدى والذاكرة العاملة، وضعف الانسجام الحركي. والتأثيرات المرغوبة الأخري من وراء تعاطي المرجوانا تشمل الاسترخاء، والوعي المتغير، وزيادة الرغبة الجنسية، والخلل في ادراك الزمان والمكان. وعند تعاطي جرعات أعلي يمكن أن تشمل التاثيرات الأوهام السمعية أو البصرية، الهلوسة، الانفصال عن الواقع.

### روحانيًا

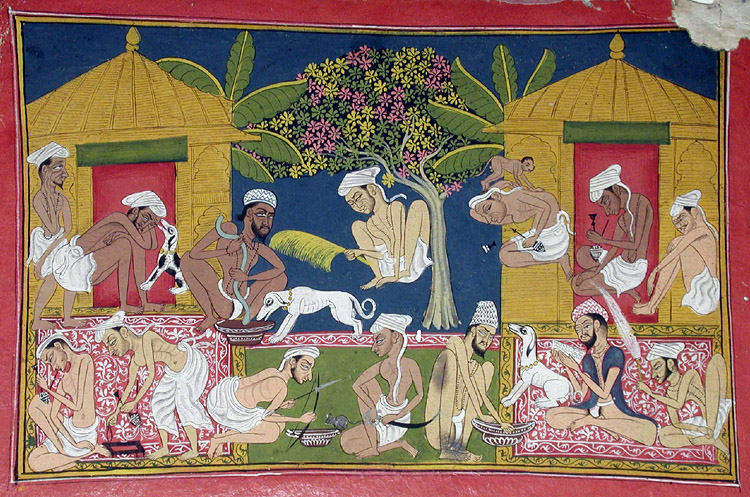

كان للقنب مكانة مقدسة في العديد من الديانات، وكان بمثابة مادة كيميائية تستخدم في السياقات الدينية أو الشامنية او الروحانية، في شبه القارة الهندية منذ العصر الفيدي. تأتي أقدم التقارير المعروفة بشأن المكانة المقدسة للقنب في شبه القارة الهندية من خلال كتاب أتهارفا فيدا، والذي يحتمل تأليفه في وقت ما ما بين 2000 إلى 1400 قبل الميلاد، والذي يذكر القنب بوصفه أحد النباتات الخمسة المقدسة التي تحررنا من القلق، وأن ثمة ملاك حارس يسكن في أوراقه. كما تشير إليه الفيدا على أنه مصدر السعادة، ومانح الفرح، والمحرر. ويوصف الإله الهندوسي "شيفا" بأنه متعاطي للقنب، ويعرف باسم " رب البانج"، وفي الثقافة الحديثة انتشر التعاطي الروحاني للقنب من قبل أتباع الرستفارية، والذين كانوا يتعاطون القنب بوصفه سر مقدس، ومساعد للتأمل.
وهناك العديد من الإشارات في الأساطير اليونانية إلى عقار قوي، يقضي على الضيق والأسى، وقد كتب هيرودوت عن الممارسات الاحتفالية المبكرة التي كان يقوم بها السكيثيون، والتي يعتقد أنها حدثت في الفترة من القرن الخامس قبل الميلاد إلى القرن الثاني قبل الميلاد، كما استخدمها القديسيون الهندوس في شبه القارة الهندية لعدة قرون. كما أن مجتمعات الأمريكين الأصليين من المكسيكيين كانت تستخدم أحيانًا القنب في الاحتفالات الدينية، وذلك من خلال وضع حزم من القنب على مذابح الكنيسة ليتناولها الحاضرون.

## المرجوانا وجدلية تشريعها للاستخدمات الطبية
على الرغم من شيوع استخدام القنب الهندي أو المرجوانا لأغراض طبية منذ آلاف السنين على أيدي الكهنة والمعالجيين المحليين، أما في الأوقات الراهنة، فإن موضوع تشريعها للاستخدامات الطبية مازال يثير جدلًا كبيرًا بين العلماء والأطباء. والبحوث عليها من أجل الأغراض الطبية محدودة، كما أن إدارة الغذاء والدواء (FDA) لم توافق على استخدام المخدرات كعلاج، وفي دولة كبيرة مثل الولايات المتحدة الأمريكية تنقسم آراء المشرعين بشكل حاد، ففي حين تجيز نصف الولايات تقريبًا استخدام القنب لبعض الأغراض الطبية، وترى أن ذلك أمرًا قانونيًا. وعلى الجانب الآخر نجد أن النصف الثاني من الولايات لا يقر هذا الأمر. وبشكل عام فالاتجاه العالمي العام بدأ يميل وبشدة نحو إباحة الاستخدام، إذ أقدم العديد من الدول على تحرير قوانين الحيازة في الآونة الأخيرة مثل: الأوروغواي والبرتغال، أما إسرائيل وكندا وهولندا أصبح لديهم بالفعل برامج علاجية طبية خاصة بالمرجوانا.
ويرى أنصار استخدام القنب الهندي، أنه يخفف عنهم بعض الاجهاد ويساعدهم على الاسترخاء، كما يُعتقد على نطاق واسع أنها مُسكِّن للآلام ومضاد للقيء ومُوسِّع للشُّعب الهوائية ومضاد للإلتهاب ومساعد على النوم وفاتح للشهية، بالإضافة إلى استعمالات أخرى. ويزعم بعض الأطباء أن النبتة تحوي مكونات من شأنها مساعدة الجسم على تنظيم بعض وظائفه الحيوية، من قبيل حماية الدماغ من الصدمات وتقوية جهاز المناعة ومساعدة الذاكرة على النسيان عقب الأحداث المأساوية.
لم يكن العلم يفقه أدنى معلومة عن المرجوانا، وظلت مكونات هذه النبتة وطرائق عملها سرًا مكنونًا حتي منتصف القرن الماضي. وبالنظر إلى عدم قانونية حيازنها وسمعتها السيئة التي تسبقها، لم يجرؤ على دراستها سوى عدد قليل من العلماء الجادين، ومن هؤلاء "رفائيل ميشولام" بروفيسور الكيمياء العضوية في معهد وايزمان للعلوم بإسرائيل، ففي عام 1963م قرر ميشولام دراسة التركيبة الكيميائية لهذه النبتة، بعدما استغرب جهل العلماء للمكونات الرئيسة ذات التأثير النفسي للمرجوانا.
انكب ميشولام وفريق بحثه على المرجوانا، وقاموا في البداية بعزل أهم عنصر نشط فيها، تلك المادة التي تعمل عملها في العقل وتجعل المرء في حالة نشوة، فقد اكتشف ميشولام مركب " رباعي الهيدروكانابينول"، وألقى الضوء أيضًا على البنية الكيميائية لمركب "كانابيديول"، وهما مكونان رئيسان للمرجوانا. وقد شكلت أعمال ميشولام أساسًا لثقافة دراسة القنب الهندي في العالم، وذاع صيته عالميًا، وأطلق عليه أبو القنب الهندي، لريادته في هذا المجال. تجاوز رصيد ميشولام في هذا المجال أكثر من 400 بحث علمي، وحوالي 25 براءة اختراع. وفي عام 1994م انضم ميشولام إل لجنة شكلها الكنيست الإسرائيلي؛ من أجل تصميم برنامج لعلاج المرضى بالمرجوانا. وكان البرنامج متواضعًا عند بدايته، لكن سرعان ما أخذ في التوسع حتى بات يضم أكثر من 20 الف إسرائيلي، يعاني معظمهم آلامًا مزمنة وأمراضًا مستعصية، يتم علاجهم بالمرجوانا الطبية. كما تم الاعتراف رسميًا في إسرائيل بفئات عريضة يمكن علاجها بالمرجوانا، وهم: المصابون بالإيدز، ومرضى السرطان، ومرضى الإضطرابات التالية للصدمات النفسية، وغيرهم.
وعلى الرغم من نجاحات ميشولام الريادية في هذا المجال، إلا أنه لم يحبذ إباحة استعمال القنب الهندي للترويح النفسي، واستشهد بدراسات تثبت أن استعمال " رباعي الهيدروكانابينول" فترات طويلة، من شأنه التأثير في تشكل الدماغ خلال مراحل نموه. وأشار إلى أن القنب الهندي قد يُعرِّض بعض الأشخاص لنوبات قلق قد توهن العزائم. كما عرض لدراسات مفادها ان استخدام القنب الهندي قد يمهد لظهور مرض الفصام لدى المستعدين وراثيًا للإصابة بهذا المرض.

## المرجوانا الطبية
المرجوانا إذا ما تم ضبط وتقنين العناصر المكونة لها، يمكن ن تكون علاجًا لبعض الآلام والأمراض دون أن تسبب أي شعور بالبهجة أو النشوة أو ذهاب العقل، وهذا هو السر حول ترخيص استعمال بعض منتجات مرجوانا وبيعها بشكل قانوني وطبي، حيث يتم زراعة هذه النوعية الجديدة من المرجوانا وتحضر بطريقة تختلف عن المرجوانا التي تحتوي على كيميئيات مخدرة، فعشبة المرجوانا تحتوي على مئات الكيميائيات وأكثرها أهمية (CBD , THC) فإحداهما له دور في الشعور بالمتعة والنشوة، كما لها تأثير علاجي لبعض الحالات المرضية. أما المادة الأخرى فليس لها أي تأثير مخدر لكنها تساعد في تخفيف بعض الأعراض والإضطرابات الخلوية. وهناك بعض المنتجات الطبية التي تم تصنيعها من المرجوانا وحازت على الموافقات القانونية، ومنها "مركب درونابينول Dronabinol" وهو منتج مصنع من THC ويستخدم طبيًا لعلاج الغثيان وفدان الوزن المرافق للعلاج الكيميائي ولتخفيف بعض أعراض مرض الإيدز، وهناك ايضًا عقار "نابيلون" وهو مركب تم تصنيعه من نفس المادة السابقة، ويستخدم تقريبًا لنفس الأغراض ويمكن الاستفادة من المرجوانا الطبية من خلال تدخينها في سيجارة أو غليون او تناولها بعض إضافتها إلى الطعام (المطبوخ أو غير المطبوخ)، كما يمكن تناولها على هيئة حبوب. وتأثير حبوب المرجوانا قد يكون هو الأقوى والأطول تأثيرًا. كما تتوافر بعض كريمات الجلد التي تحتوى على مركبات المرجوانا، والتي تستخدم لتخفيف الألم الموضعي والإلتهابات.

## المرجوانا والحشيش

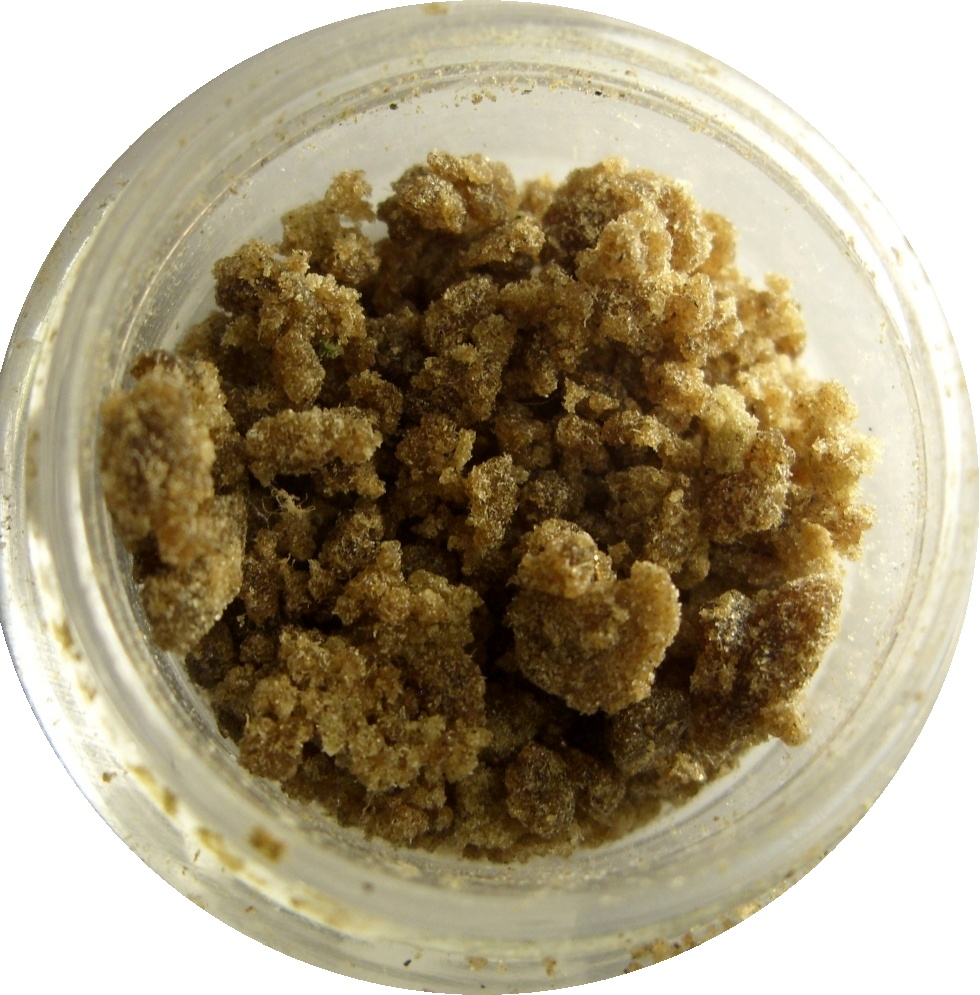

هناك من يخلط بين لفظي المرجوانا والحشيش، إلا أنهما مختلفان، على الرغم من أن كليهما وجهان لعملة واحدة ؛ ويتم استخراجهما من نبات واحد هو القنب الهندي، كما أن كليهما مصنف كمخدر. إلا أن الفرق بينهما يكمن في طريقة الاستخراج والتصنيع وقوة التأثير، فالحشبش يتم استخراجه من المادة الصمغية الموجودة على نبات القنب الهندي، والتي يتم خلطها ببعض المكونات الطبيعية والصناعية للحصول على مخدر الحشيش، أما المرجوانا فيتم تصنيعه عن طريق زهور نبات القنب، حيث يتم تجفيف زهور النبات المزهرة والأوراق والفروع الصغيرة وطحنها واستخدامها. فرق آخر بين المرجوانا والحشيش يكمن في تركيز المادة المخدرة في كل منهما، فالمادة المخدرة في المرجوانا يكون تركيزها أقل بكثير من تركيز المادة المخدرة في الحشيش، لذلك فالحشيش أقوى من المرجوانا بالإضاقة إلى احتوائه على أكثر من 400 مادة مخدرة يمكنها الانتشار في الدم والمخ مما يتسبب في تعطيل الآداء الوظيفي للجسم. يختلف كل من المرجوانا والحشيش أيضًا من حيث التأثير، حيث أكدت بعض الدراسات العلمية الحديثة أن للمرجوانا فوائد عديدة، وأنه يحتوي على مادة تساعد في الوقاية من سرطان الكبد، حيث يعمل على منع نمو الخلايا السرطانية بالكبد، كما يعمل المرجوانا على الحد من الإصابة بمرض الزهايمر، ويدخل في صناعة الكثير من الأدوية. على الجانب الآخر نجد أن تناول الحشيش يؤدي إلى الكثير من المشاكل الصحية، ويتسبب في انهيار الجهاز العصبي للجسم، كما يؤثر على الجهاز التنفسي ويتسبب في زيادة فرص الإصابة بمرض سرطان الرئة، والإصابة بالعديد من المشاكل في القلب، ويسبب العقم، والتخلف العقلي عند الأطفال حديثى الولادة إذا ما كانت الأم مدمنة. وعلى الرغم من هذه الاختلافات، وعلى الرغم من أن الحشيش أقوى تأثيرًا من المرجوانا، إلا أن هناك بعض الدول التي تشرع استخدام الحشيش، وتمنع استخدام المرجوانا، ومنها مثلًا كوريا الشمالية التي تشرع زراعة الحشيش ولا تمنع بيعه.

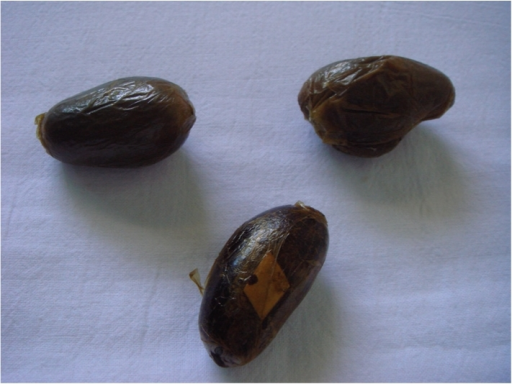

وهناك من يحاول أن يلخص الفرق بين المرجوانا والحشيش من خلال عدة أمور تتمثل في: الشكل، الطعم، طريقة التعاطي، أماكن التواجد، التأثير وغيرها، فمن حيث الشكل يظهر الفرق واضحًا بينهما، فعلى حين نجد أن الحشيش يمكن أن يكون بعدة ألوان، الأحمر والأصفر والاسود، نجد أن المرجوانا غالبًا ما تكون على اللون الأخضر أو الرمادي، كما أنها تحتفظ بالمادة المخدرة لأطول فترة ممكنة عند تجفيفها، وتعرف في كثير من المجتمعات تحت مسمى "البانجو". أما من حيث طريقة التعاطي، فعلى حين يتم تدخين الحشيش أو مضغه من أجل الحصول على المادة المخدرة الموجودة به، وهناك من يفضل وضعه في الطعام من أجل الحصول على تلك المادة. وعلى الجانب الآخر نجد أن المرجوانا لها طرق مميزة لتعاطيها، ومنها غليها، أو وضعها في الماء من أجل صنع الشاي، أو تدخينها وغيرها العديد من الطرق التي يبتكرها المتعاطون. ومن حيث الطعم وجد أن طعم المرجوانا هو نفس طعم النباتات وبالتحديد طعم القنب الهندي، أما طعم الحشيش يختلف بشكل كبير، فهو يأتي بالطعم الترابي، وفي حالة إذا كان مضاف إليه شيء آخر فسوف يكون له طعم مختلف مما يؤكد على عملية خلطه. ومن حيث أماكن تواجد كل منهما، وجد أن الحشيش موجود بصورة أكبر في الدول العربية ودول الشرق الأوسط، وتعد دولة أفغانستان من بين أكثر الدول التي ينتشر بها الحشيش، بينما نجد أن المرجوانا معروف بشكل أكبر في الدول الأوربية، فنجده مثلاً بكثرة في الولايات المتحدة وبعض الدول الأخرى التي تسمح بزراعته فقط، وتحظر استخدامه من قبل المواطنين. ومن حيث الخطورة، نجد أن الحشيش أكثر خطورة على الجسم والصحة من المرجوانا.

## الأعراض قصيرة المدى

الآثار الجسدية قصيرة المدى للمارجوانا

يتم الشعور ببداية التأثيرات في غضون دقائق عند التدخين، وحوالي 90 دقيقة عند طهيها وتناولها. تكون آثار المارجوانا على المدى القصير واضحة في غضون ثواني عند التدخين وواضحة تماماً في غضون بضع دقائق، عادة ما يدوم التاثير لمدة 1-3 ساعات، وتتفاوت حسب الشخص ونوع المارجوانا.
- تغييرات في الإدراك؛ بما في ذلك الشعور بالإسترخاء، السعادة (النشوة)[61]
- ضعف الذاكرة قصيرة المدى[61]
- زيادة الشهية
- جفاف الفم والحلق[61]
- ضعف المهارات الحركية، حيث تحذر بعض الدراسات التي اجريت على المرجوانا، أنها تؤثر على طريقة المشي، فيتم تحريك الكتفين أقل، وتحريك الكوعين أكثر إلى جانب تغييرات أخرى في شكل الحركة.[62]
- زيادة الشعور في الحواس؛ القدرة على رؤية الألوان، سماع الأصوات وتذوق الطعام بشكل أوضح نتيجة لأن المخدر يزيد من نشاط الحواس[10]
- تغير الإحساس بالوقت والمكان (الشعور ان الزمن بطيء والمسافات أطول)[10]
- خلل في الإدراك؛ بما في ذلك ضعف ردود الأفعال[61]
- أحمرار العينين (انخفاض ضغط العين)[61]
- هبوط الضغط الإنتصابي (حدوث انخفاض في الضغط عند الوقوف)
- خفقان القلب (سرعة نبضات القلب)[10]
- قد تشمل الاثار الجانبية عند فرط التعاطي؛ القلق المفرط، مشاعر ارتيابية وفرط الهلع.

## القنب بين الثقافة والشرعية والأقتصاد

### الثقافة

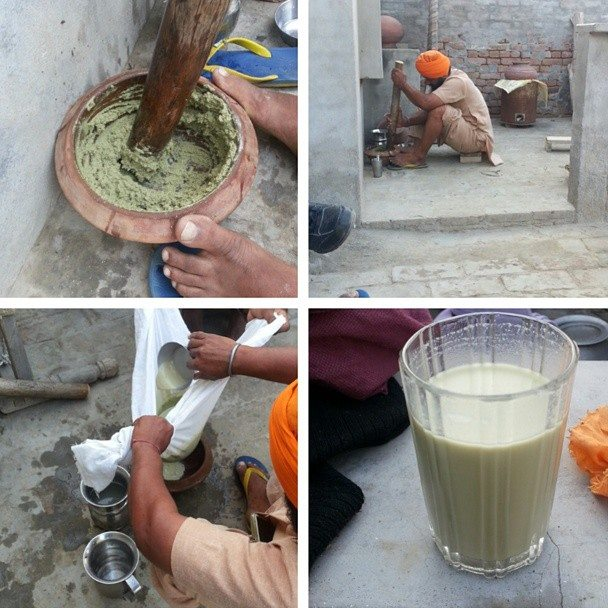

كان القنب أحد أكثر المخدرات ذات التأثير النفساني استخدامًا في العالم منذ آواخر القرن العشرين، ويأتي بعد التبغ والكحول من حيث الشعبية. ووفقًا لما ذكره فيرا روبين، فإن تعاطي القنب مر بتيارين ثقافيين مع مرور الوقت، تيار شعبي تقليدي تعاطى القنب لأغراض دينية مقدسة، وكانت مساحات الزراعة لديه قليلة، وكان النبات عنده يستخدم في صناعة الحبال والملابس والدواء والغذاء، والاستخدام العام باعتباره رمزًا للبهجة والسعادة. والتيار الثاني هو التيار المعاصر، الذي توسع في المساحات المزروعة بنبات القنب، وكانت أغراضه من وراء ذلك تجارية في المقام الاول، بالإضافة إلى تجارب التعاطي بوصفه أحد أنواع المخدرات.

### الشرعية

الوضع القانوني لحيازة القنب للأغراض غير الطبية
----
غير قانوني
غير قانوني وغير مجرم
قانوني
غير قانوني ولكن لا يتم تنفيذه في كثير من الأحيان

منذ بداية القرن العشرين، قامت العديد من دول العالم بسن قوانين ضد زراعة أو حيازة أو نقل القنب الهندي، وقد كان لهذه القوانين تأثيرات سلبية على زراعة القنب لأغراض غير ترفيهية. ومع ذلك فهناك العديد من المناطق التي يكون فيها التعامل مع القنب مرخصًا وقانونيًا. كما أن هناك بعض المناطق التي خففت من العقوبات المفروضة على حيازة الكميات الصغيرة من نبات القنب الهندي، بحيث تكون العقوبة مصادرة أو غرامة بدلاً من السجن، وركزت بشكل أكبر على الذين يتاجرون في القنب بكميات كبيرة في السوق السوداء.
وفي بعض المناطق التي كان تعاطى القنب بها مسموحًا به، تم فرض قيود جديدة مثل إغلاق مقاهي القنب بالقرب من حدود هولندا، كما تم إغلاق المقاهي القريبة من المدارس الثانوية في هولندا. وفي عام 2014م ناقش عمدة مدينة كوبنهاغن بالدنمارك إمكانية إضفاء الشرعية على إنتاج القنب والتجارة به.
يمكن أن تؤدي الحيازة البسيطة لنبات القنب إلى عقوبة السجن لفترات طويلة في بعض البلدان خاصة في شرق آسيا، حيث قد يؤدي بيع القنب إلى عقوبة السجن مدى الحياة أو حتى الإعدام. وفي بعض البلدان مثل الصين وتايلاند تم تقنين القنب الطبي، أو تقنين النبات بالكامل، مع وجود بعض القيود.
في ديسمبر 2012م أصبحت ولاية واشنطن الأمريكية، أول ولاية تقنن القنب بشكل رسمي في قانون الولاية، بالرغم من عدم قانونيته بموجب القانون الفيدرالي، وجاء من بعدها مباشرة ولاية كولورادو، حيث تم السماح في يناير 2013م بأول نادي لتدخين المرجوانا (بدون بيع أو شراء) لأول مرة في كولورادو. وفي مايو 2013م قررت المحكمة العليا في كاليفورنيا أن الحكومات المحلية يمكنها حظر مستوصفات القنب الطبي، على الرغم من قانون الولاية الذي يسمح باستخدام القنب للأغراض الطبية، وقد سنت ما لا يقل عن 180 مدينة في الولاية عملية الحظر في السنوات الأخيرة. وفي 30 أبريل عام 2024م، اعلنت وزارة العدل الأمريكية أنها ستقوم بإعادة تصنيف القنب من الجدول الأول إلى مادة خاضعة للرقابة في الجدول الثالث.

في ديسمبر 2013م، أصبحت أوروجواي أول دولة تقنن زراعة وبيع وتعاطي القنب، وتم السماح لعدد معين من الصيدليات من تداول القنب تجارياً، وفي 2018م، أقر مجلس الشيوخ الكندي قانونًا للقنب، وأصبحت كندا الدولة الثانية بعد الأوروغواي التي تقنن القنب.
في نوفمبر من عام 2015م، أصبحت ولاية أوتاراخاند أول ولاية في الهند تقنن زراعة القنب للأغراض الصناعية. ويعد تعاطي القنب داخل الثقافات الهندوسية والبوذية في شبه القارة الهندية أمرًا شائعًا، حيث يبيع العديد من الباعة الجائلين في الهند المنتجات المحتوية على القنب بشكل علني، كما يبيع ممارسو الطب التقليدي في سيريلانكا المنتجات المحتوية على نبات القنب لأغراض ترفيهية، ومن أجل الاحتفالات الدينية، أما القوانين الهندية التي تجرم القنب فيمكن أن تعود إلى الفترات الأستعمارية. وبشكل عام سمحت الهند وسيريلانكا بتداوال القنب في سياق الثقافة التقليدية لأغراض ترفيهية واحتفالية، وأيضًا لأغراض طبية.
وفي 17 أكتوبر عام 2005م، تقدمت وزيرة الصحة الأسترالية "سوزان لي" بقانون جديد يسمح بزراعة القنب من أجل البحث العلمي والتجارب الطبية على المرضى.
في 17 أكتوبر 2018م، شرعت كندا القنب للاستخدام الترفيهي للبالغين، وباتت بذلك ثاني دولة في العالم تفعل ذلك بعد الأوروغواي، وأول دولة من مجموعة السبع. ويأتي هذا التشريع مماثلًا للتنظيمات الخاصة بالكحول في كندا، من حيث الفئات العمرية المسموح لها، والحد من الانتاج المنزلي، والتوزيع، وأوقات البيع وغيرها من الأمور المنظمة. كما تختلف القوانين المتعلقة بالتعاطي من ولاية لأخرى.
ونظرًا لأن المخدرات باتت ينظر إليها على أنها مشكلة صحية بدلاً من كونها سلوكً إجرامياً؛ مما دفع العديد من الدول إلى تشريع القنب أو إلغاء تجريمه، كما حدث في جمهورية التشيك، كولومبيا، الإكوادور، البرتغال، جنوب إفريقيا وكندا. وقد تم تقنين المرجوانا الطبية في المكسيك في منتصف 2017م، وتم تقنينها للاستخدام الترفيهي في 2021م. وقامت ألمانيا بتشريع القنب للاستخدام الترفيهي في أبريل 2024م.

### الأقتصاد
الدول الرئيسة المنتجة للقنب تتمثل في: أفغانستان، كندا، الصين، كولومبيا، الهند، جامايكا، لبنان، المكسيك، المغرب، هولندا، باكستان، بارغواي، إسبانيا، تايلاند، تركيا، المملكة المتحدة، الولايات المتحدة.

#### الأسعار

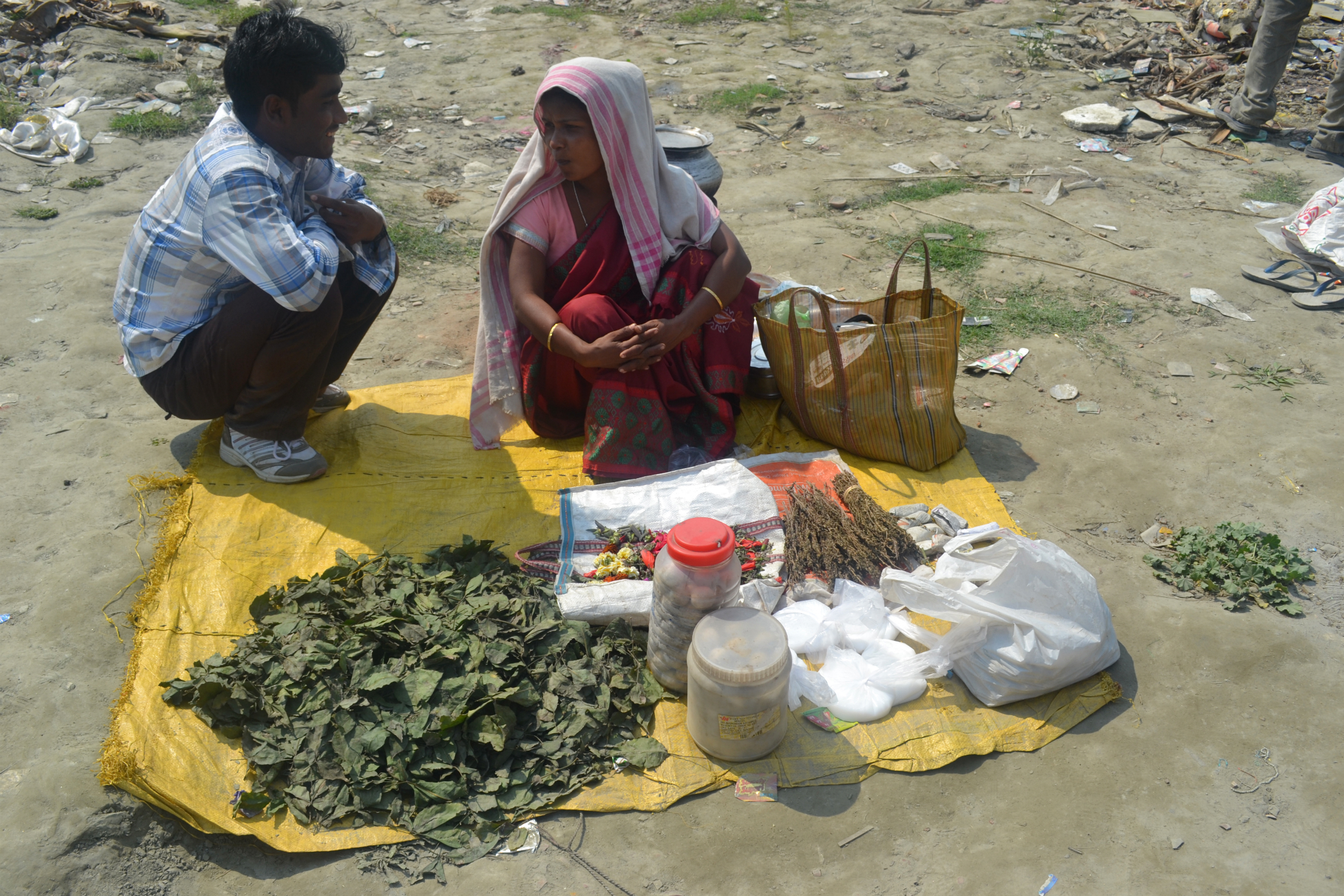

يختلف سعر القنب أو قيمته في السوق بشكل كبير حسب المنطقة الجغرافية ومدى الفاعلية. كما تباينت الأسعار والأسواق بشكل كبير مع مرور الوقت.
- في عام 1997م، قُدر أن القنب هو المحصول الرابع ذو القيمة بشكل عام في الولايات المتحدة الأمريكية، والمرتبة الأولى أو الثانية في العديد من الولايات، بما في ذلك كاليفورنيا ونيويورك وفلوريدا. يستند هذا التقدير إلى قيمة للمزارعين تصل إلى 60% تقريبًا من قيمة البيع بالتجزئة، أو 3000 دولار للرطل (6600 دولار/كجم).[91]
- في عام 2006، قُدر حجم سوق القنب بـ 36 مليار دولار.[92] وقد تم الطعن في هذا التقدير لأنه مبالغ فيه. قدر تقرير المخدرات العالمي للأمم المتحدة (2008) أن أسعار الشوارع في الولايات المتحدة وكندا عام 2006 تراوحت بين حوالي 8.8 دولارًا أمريكيًا إلى 25 دولارًا أمريكيًا للجرام (حوالي 250 دولارًا إلى 700 دولارًا أمريكيًا للأونصة)، اعتمادًا على الجودة. كانت أسعار التجزئة النموذجية في الولايات المتحدة 10-15 دولارًا للجرام (حوالي 280-420 دولارًا للأونصة).[93][94]
- في عام 2017، قُدِّر أن الولايات المتحدة تشكل 90% من التجارة القانونية العالمية للقنب والتي تبلغ قيمتها 9.5 مليار دولار.[95]

وبعد أن قامت بعض الولايات بتشريع القنب، بدأت الأسعار في الشوارع في الانخفاض. ففي كولورادو انخفضت الأسعار بنسبة تصل إلى 40% ما بين عامي 2014م و2019م، وانخفض السعر من 200 دولار للأونصة إلى 120 دولار للأونصة، أي من 7 دولارات للجرام الواحد إلى 4.19 دولارات.
وقد أفاد مركز الرصد الأوربي للمخدرات وإدمانها، أن اسعار التجزئة للقنب في أوربا تراوحت من 2 يورو إلى 20 يورو للجرام الواحد عام 2008م، حيث ابلغت غالبية الدول الأوربية عن أسعار تتراوح ما بين 4 إلى 10 يورو.

## القنب بوصفه بوابة للتعاطي

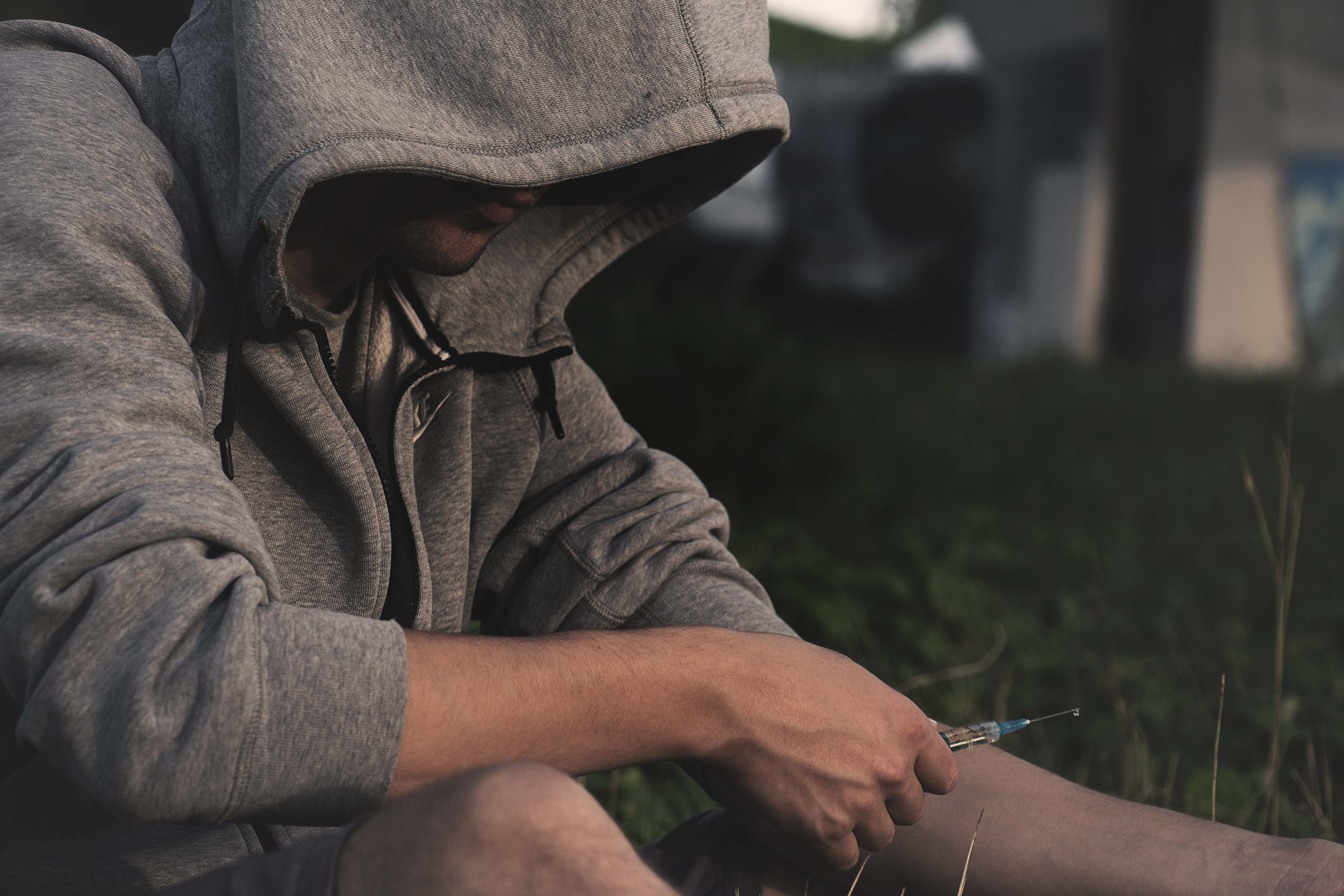

ثمة فرضية، تسمى بفرضية البوابة أو فرضية التصعيد، والتي تنص على أن تعاطي القنب يزيد من احتمالية تعاطي مخدرات أقوى، وقد أثارت هذه الفرضية جدالاً كبيرًا، حيث اعتبرها البعض الأساس المنطقي، والذي بناءً عليه قامت الولايات المتحدة الأمريكية بحظر تعاطي القنب. كما أن ثمة استطلاع رأي أجراه مركز بيو للأبحاث وجد أن جنهة المعارضة لتعاطي المرجوانا كانت مرتبطة بشكل كبير بمخاوف تأثيرلتها الصحية، وأن إضفاء الشرعية عليها من شأنه أن يزيد من تعاطيها لدى الأطفال.
تشير بعض الدراسات إلى أنه على الرغم من عدم وجود دليل قوي على فرضية البوابة، إلا أنه لايزال من الضروري النظر إلى مستخدمي القنب من الشباب على أنهم مجموعة معرضة للخطر. وتشير نتائج أخرى إلى أن مستخدمي المخدرات الأستجمامية من المرجح أن يكونوا من مستخدمي المخدرات المتعددة، وأن برامج التدخل يجب أن تعالج المخدرات المتعددة بدلا من مخدر استجمامي واحد، وفي المسح الأسكتلندي للجريمة 2009-2010م، وجد أن ما يقرب من ثلثي متعاطي المخدرات المتعددة، كانوا يستخدمون المرجوانا.

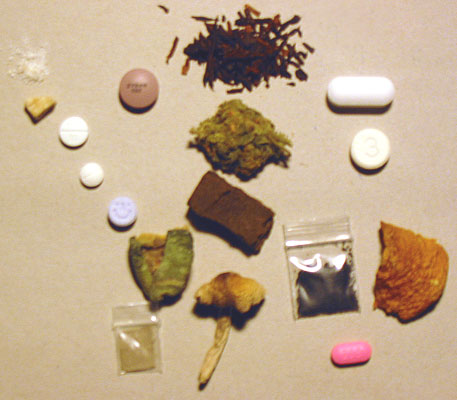

يظهر تأثير البوابة ربما بسبب العوامل الاجتماعية المرتبطة بتعاطي أي مخدر غير مشروع، ولأن المرجوانا وضعها غير قانوني في العديد من الدول، فمن المحتمل أن مستخدموها يجدوا أنفسهم في مواقف تسمح لهم بالاحتكاك بأفراد يتعاطون او يبيعون عقاقير غير شرعية أخرى، ومن جانب آخر أظهرت بعض الدراسات أن الكحول والتبغ يمكن اعتبارهما أيضًا من نوعية مخدرات البوابة، ومع ذلك يمكن أن يكون التفسير المختصر في ذلك أن المرجوانا متاحة بسهولة أكبر من المخدرات القوية غير القانونية الأخرى، وفي المقابل يمكن أن يكون الحصول على الكحول والتبغ في سن مبكرة أسهل بكثير من الحصول على المرجوانا (على الرغم من أن العكس قد يكون صحيحًا في بعض المناطق) مما يؤدي إلى ما يسمى بتسلسل البوابة لدي هؤلاء الأفراد، لأنهم يكونا أكثر عرضة لتجربة أي مخدر معروض أمامهم. والبديل المرتبط بفرضية البوابة يمكن أن يتمثل في نظرية المسؤولية المشتركة عن الإدمان، وتنص هذه النظرية على أن بعض الأفراد على استعداد لتجربة مواد ترفيهية متعددة، لأسباب مختلفة. والمخدرات التي يمكن اعتبارها بوابة هي المخدرات التي عادة ما تكون متوفرة في سن مبكرة، كما أن العديد من الباحثين لاحظ الخطورة فيما يسمي بتسلسل الإدمان وأن مخدر ما سبب في إدمان مخدر أخر أقوى وهكذا، لان ذلك يعيق عملية البحث، ويعطل ما يسنى ببرامج التدخل العلاجي.
أصدر المعهد الوطني لتعاطي المخدرات بالولايات المتحدة، دراسة تؤيد الزعم بأن المرجوانا بوابة لمخدرات أقوى، وإن لم يكن الأمر كذلك بالنسبة لغالبية متعاطي المرجوانا، وقرر المعهد الوطني لتعاطي المخدرات أن تعاطي المرجوانا من المرجح أنه يسبق تعاطي مخدرات مشروعة وغير مشروعة أخرى.

## القنب والبحث العلمي

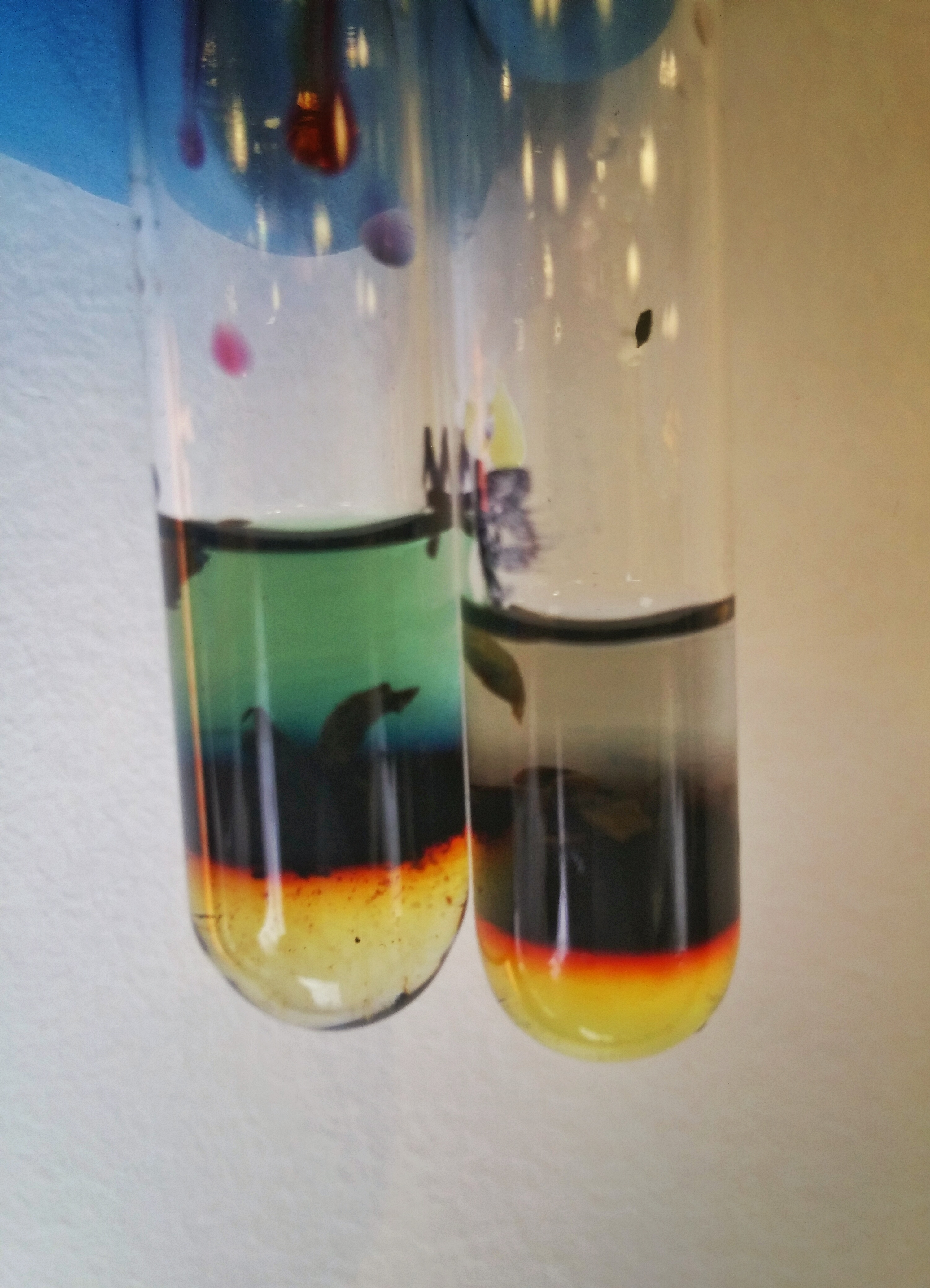

البحث العلمي حول المرجوانا يشكل تحديًا كبيرًا، نظرًا لأن وجود النبات غير قانوني في العديد من البلدان. حيث أنه من الصعب الحصول على عينات من النبات صالحة لأغراض البحث العلمي، ما لم يتم منح ترخيص بها من قبل سلطات الهيئات التنظيمية الوطنية، مثل إدارة الغذاء والدواء الأمريكية.
هناك أيضًا العديد من الصعوبات التي تواجه البحث في المرجوانا ومدى تأثيرها على الصحة، ونذكر من بين هذه الصعوبات، أن الأشخاص الذين يدخنون المرجوانا يدخنون التبغ أيضًا، الأمر الذي من شأنه أن يحدث نوع من الإرباك حول معرفة الأثر الناتج (مثل مرض السرطان ) هل هو بسبب المرجوانا أم بسبب التبغ أو بسبب كلاهما معًا. وصعوبة أخرى يواجهها الباحثون، والمتمثلة في صعوبة تجنيد الأشخاص الذين يدخنون المرجوانا في الدراسات، ولأن المرجوانا نبتة غير قانونية في العديد من البلدان، مما يدفع الاشخاص إلى التردد في المشاركة في البحث العلمي، خشية من افتضاح أمرهم وتعرضهم للعقوبة، حتى في حالة موافقة بعضهم في الشاركة فإنهم لا يذكرون كمية المرجوانا التي يدخنونها بالفعل.

## معرض صور

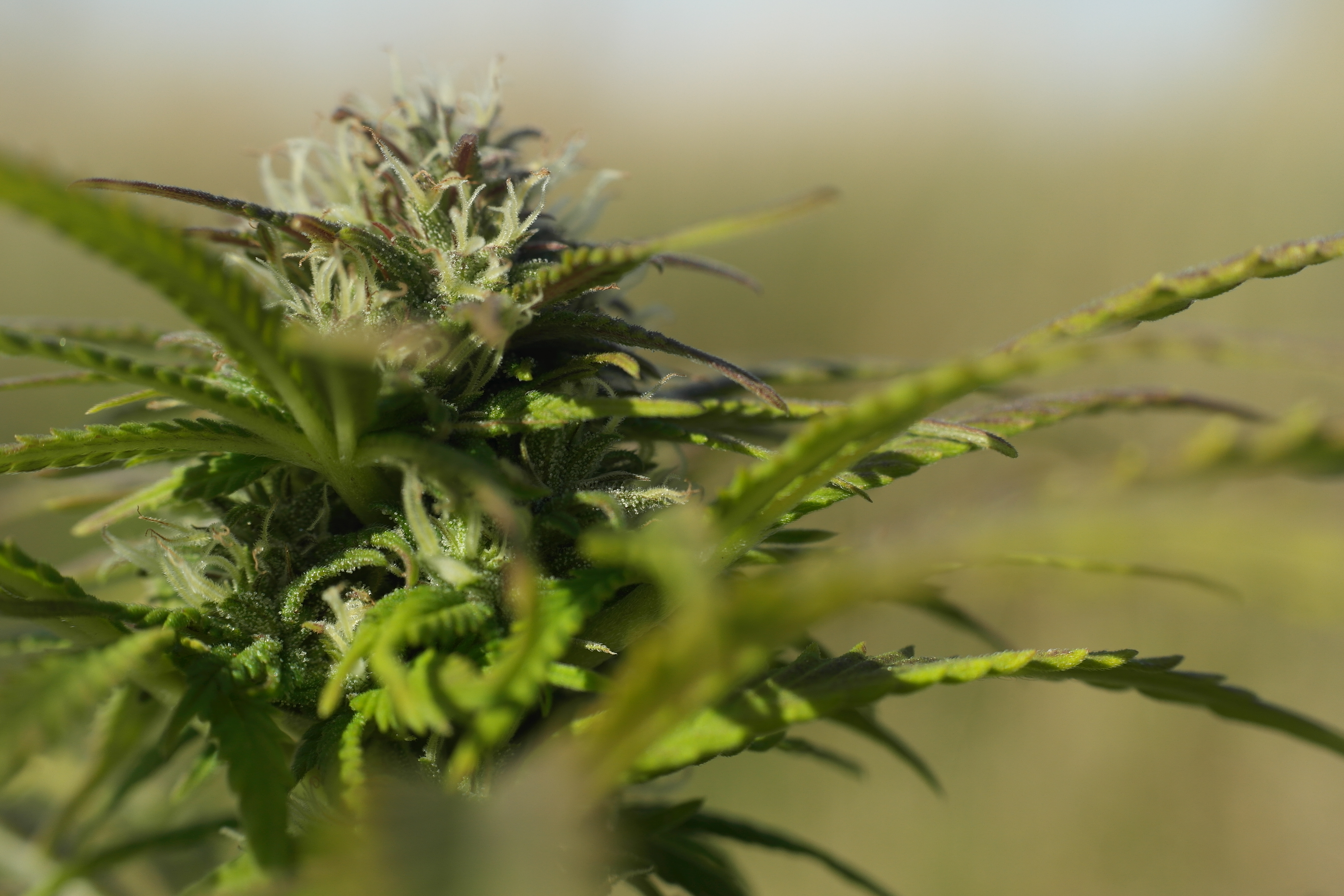
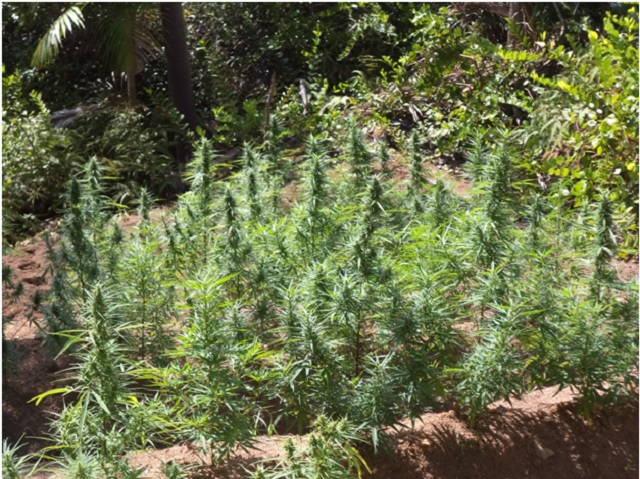
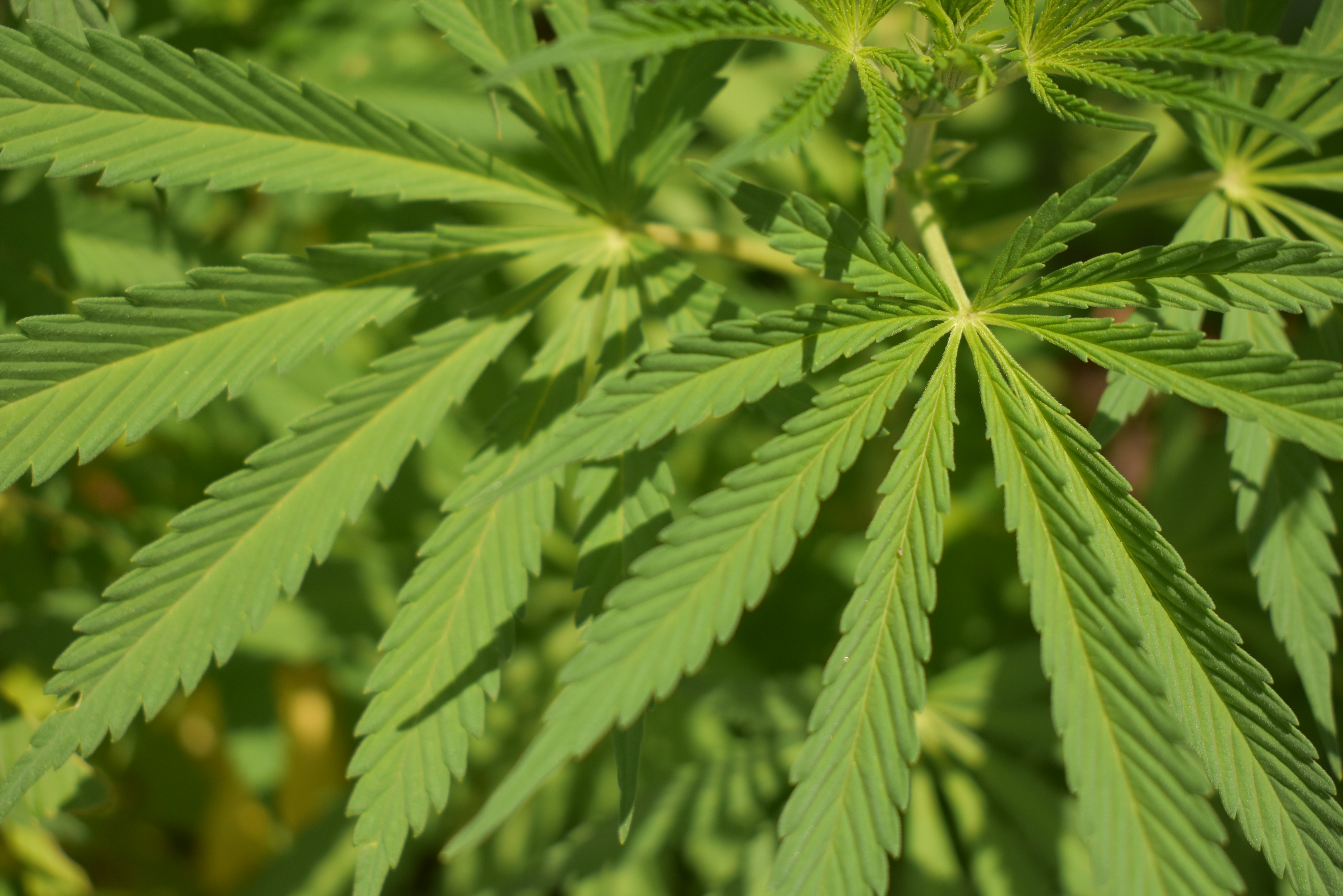
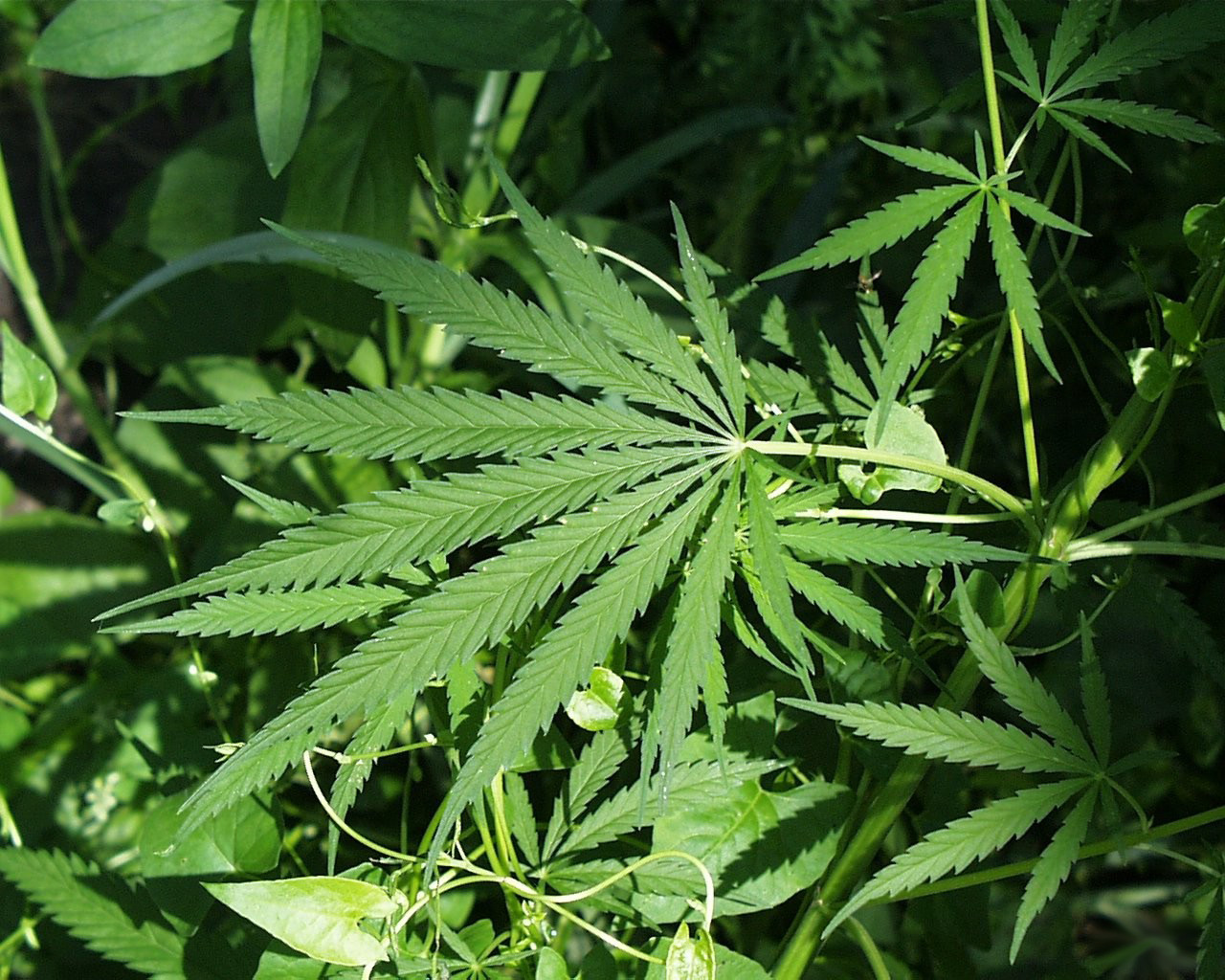
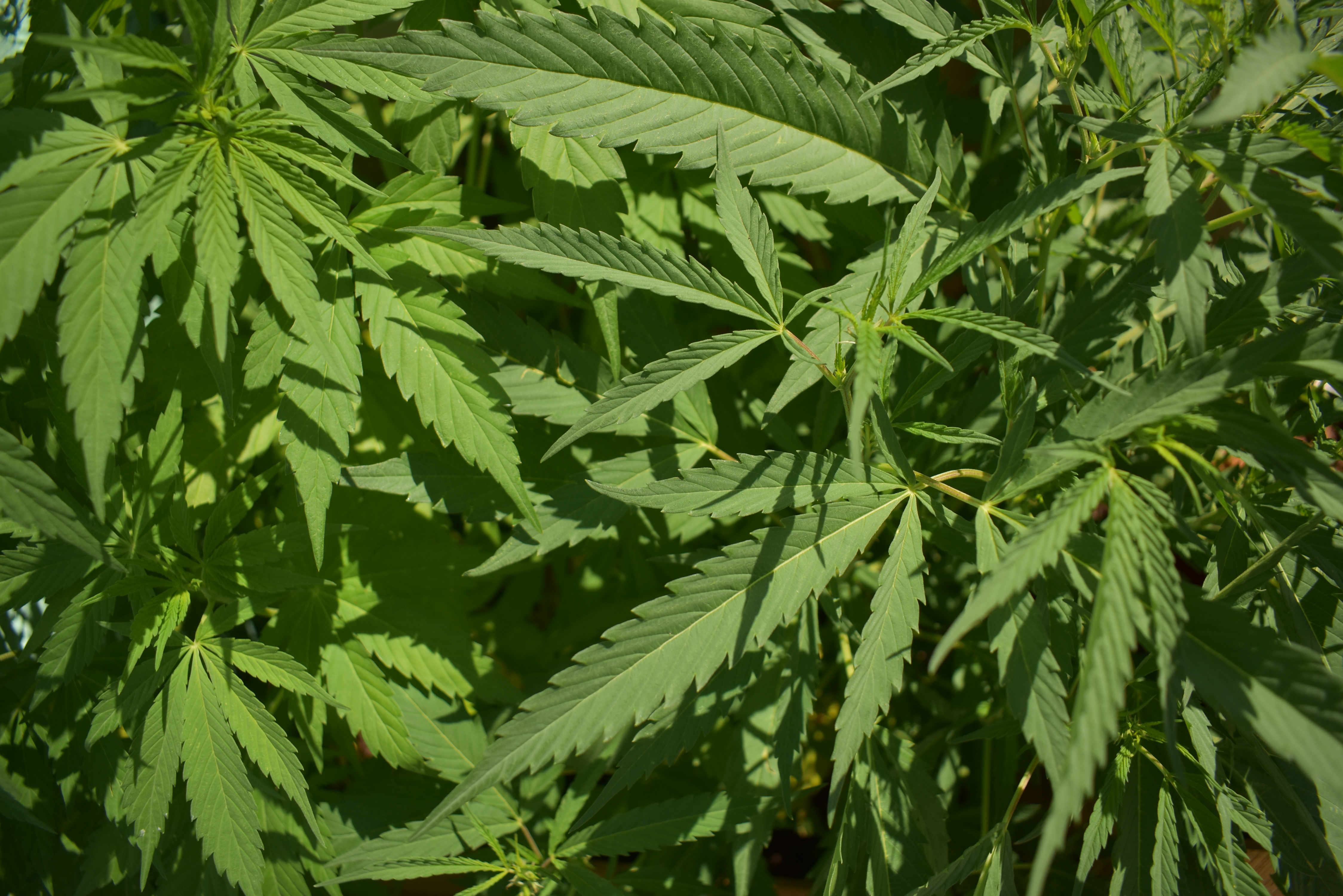
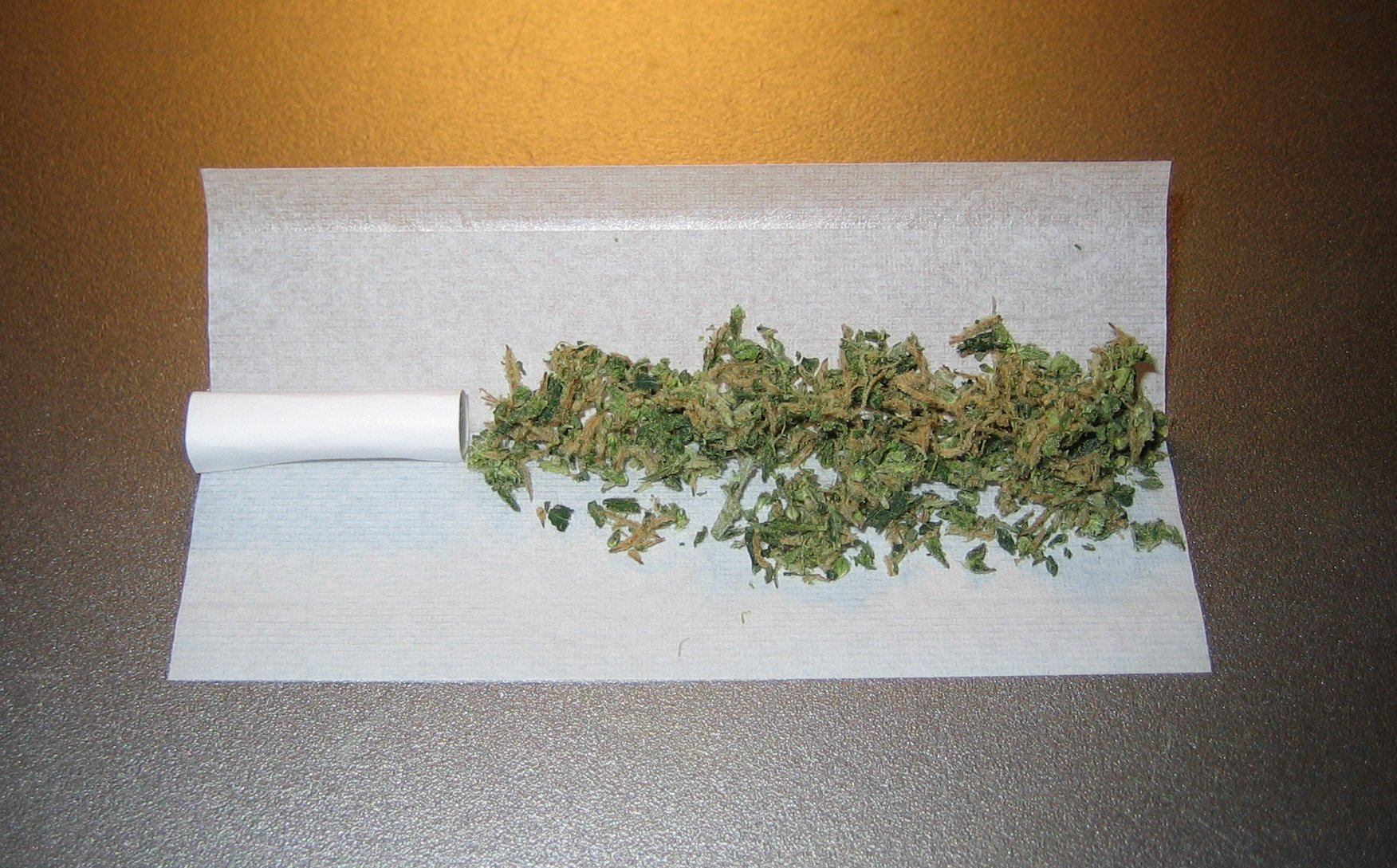
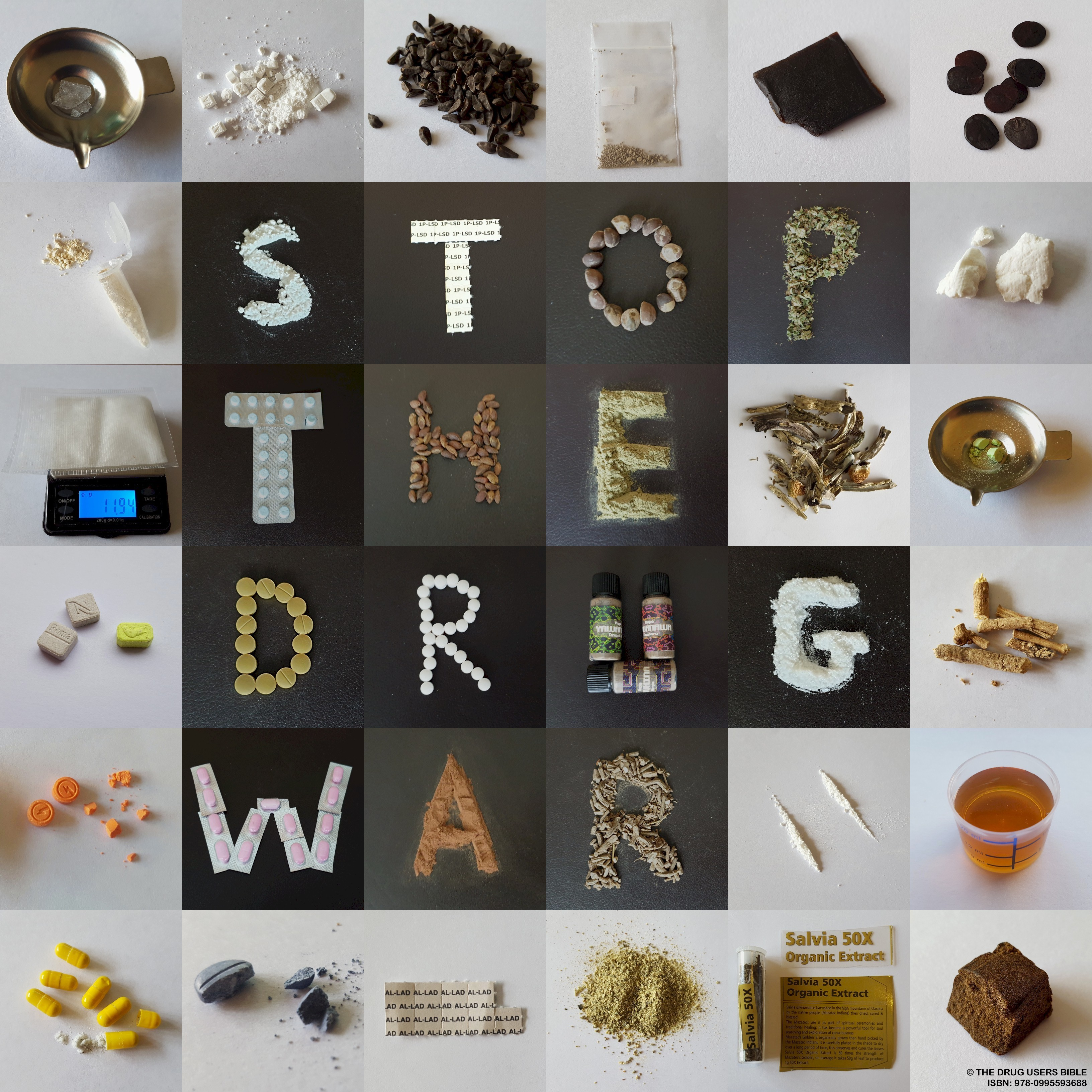
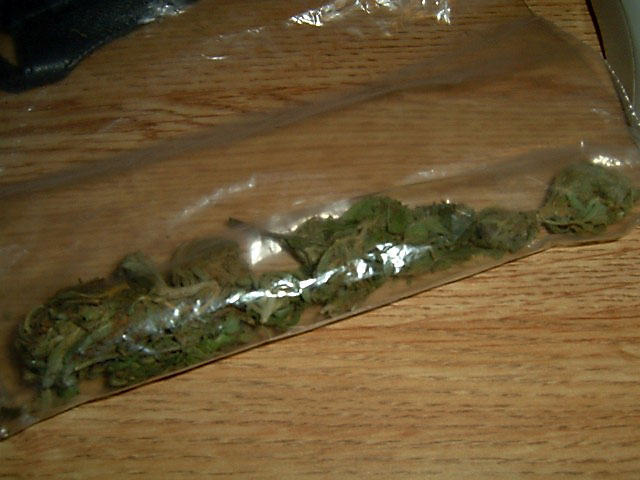
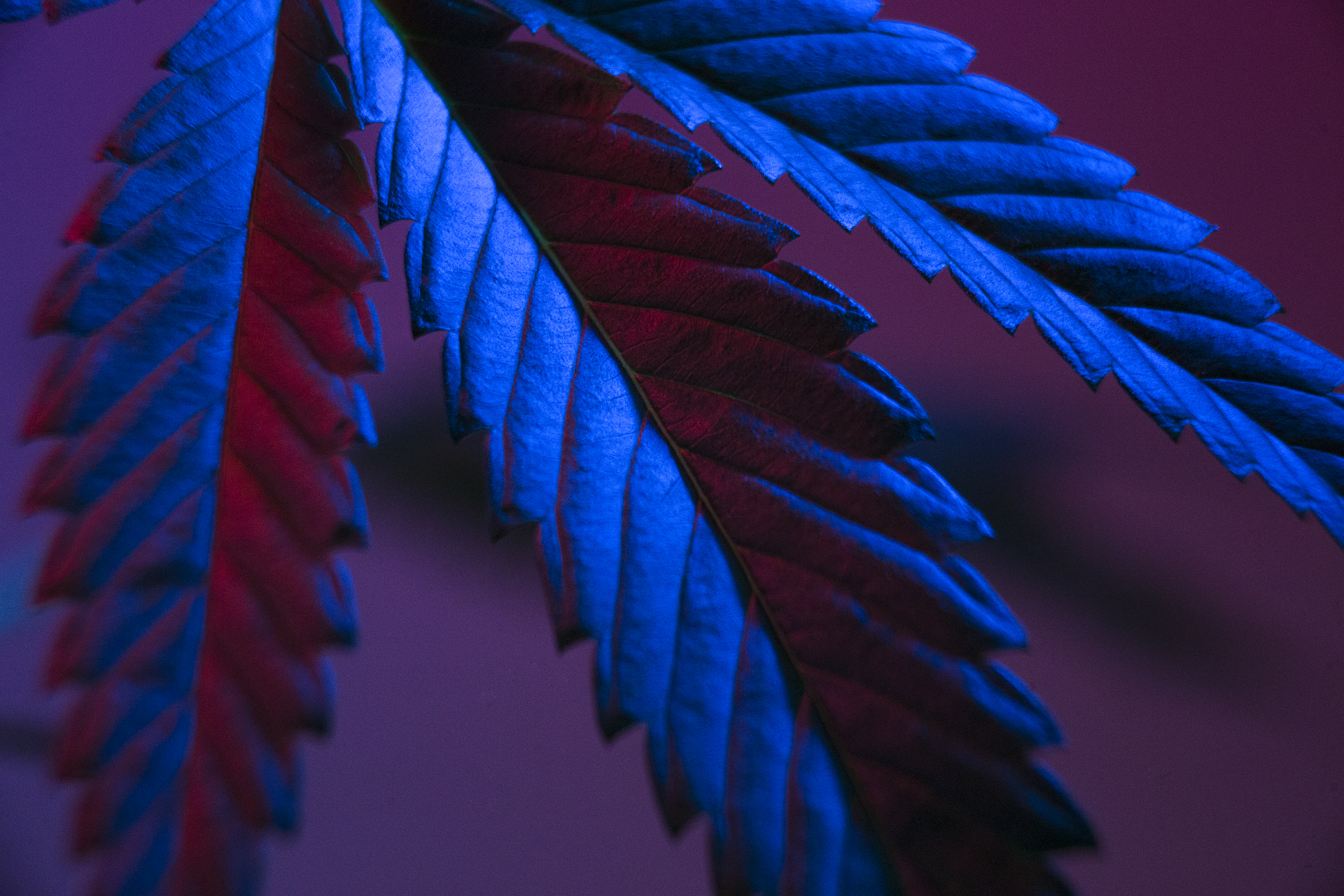
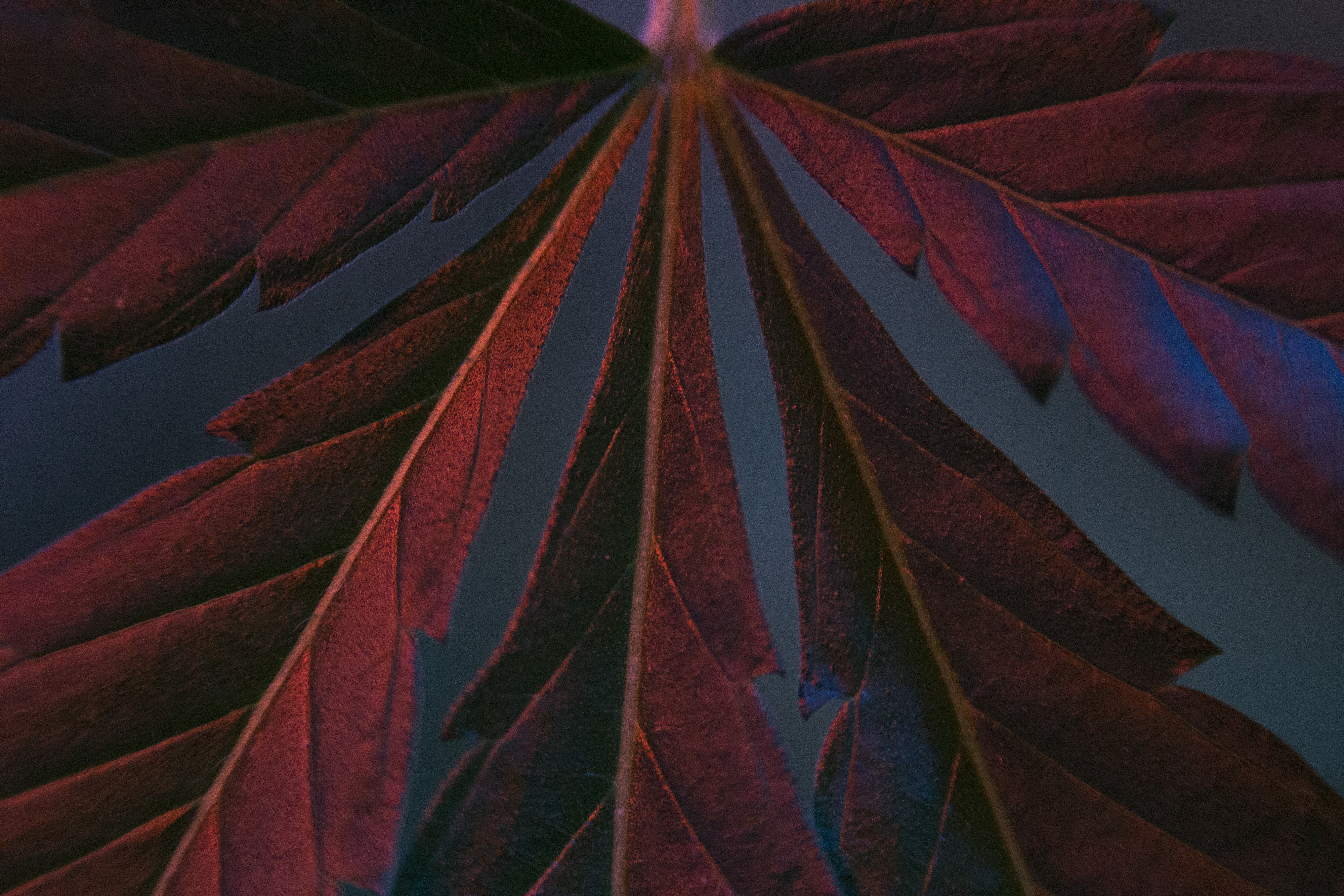
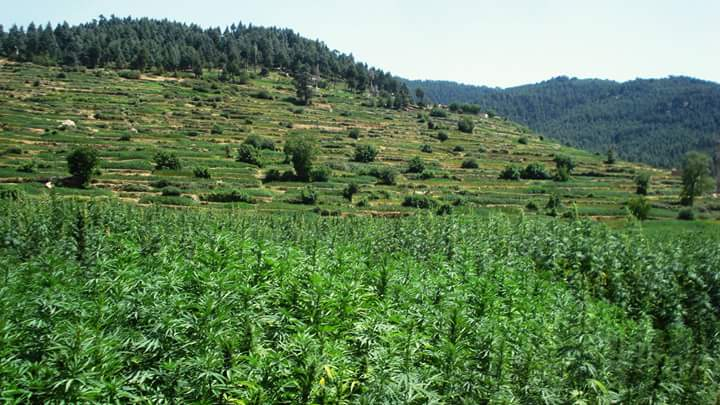
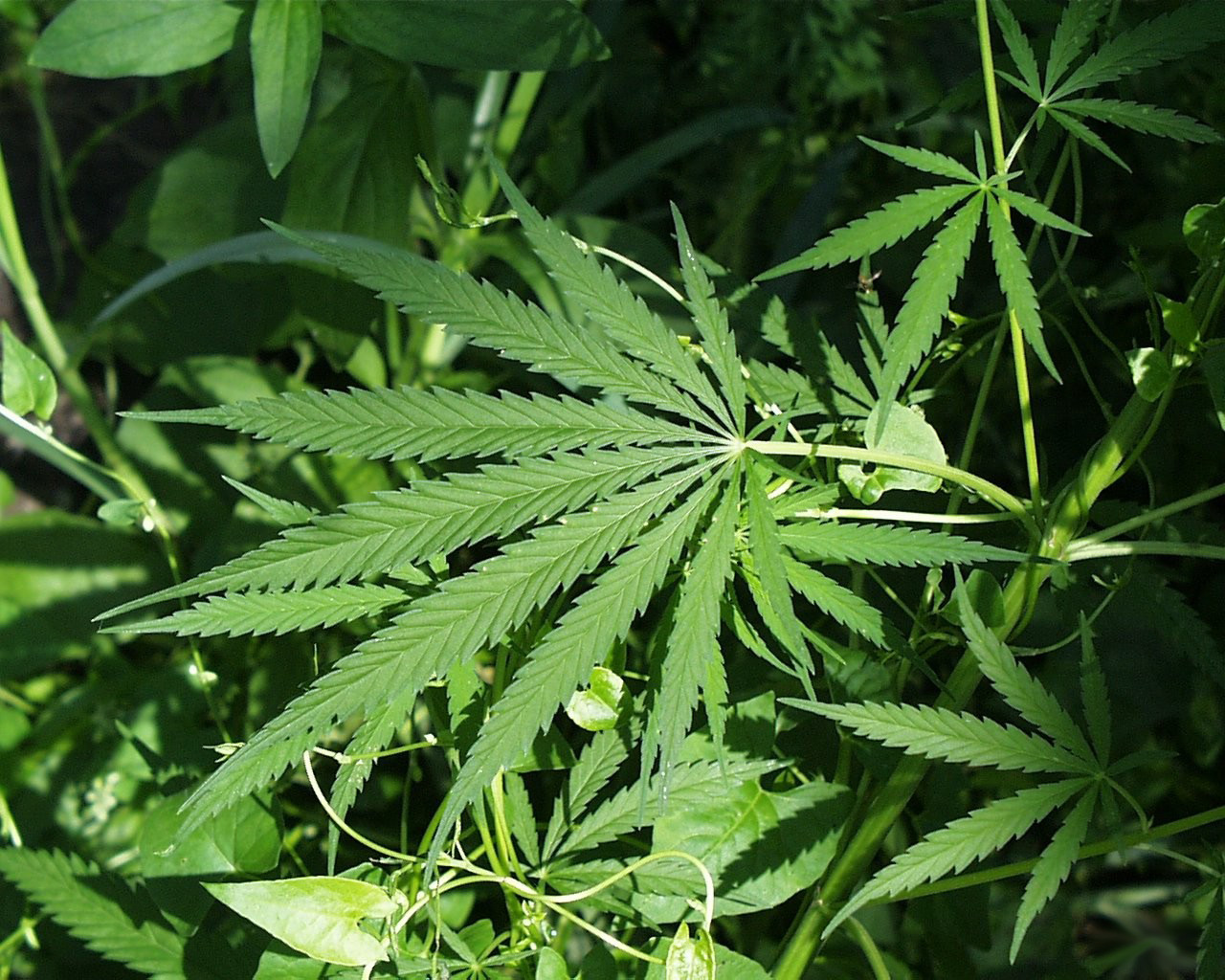

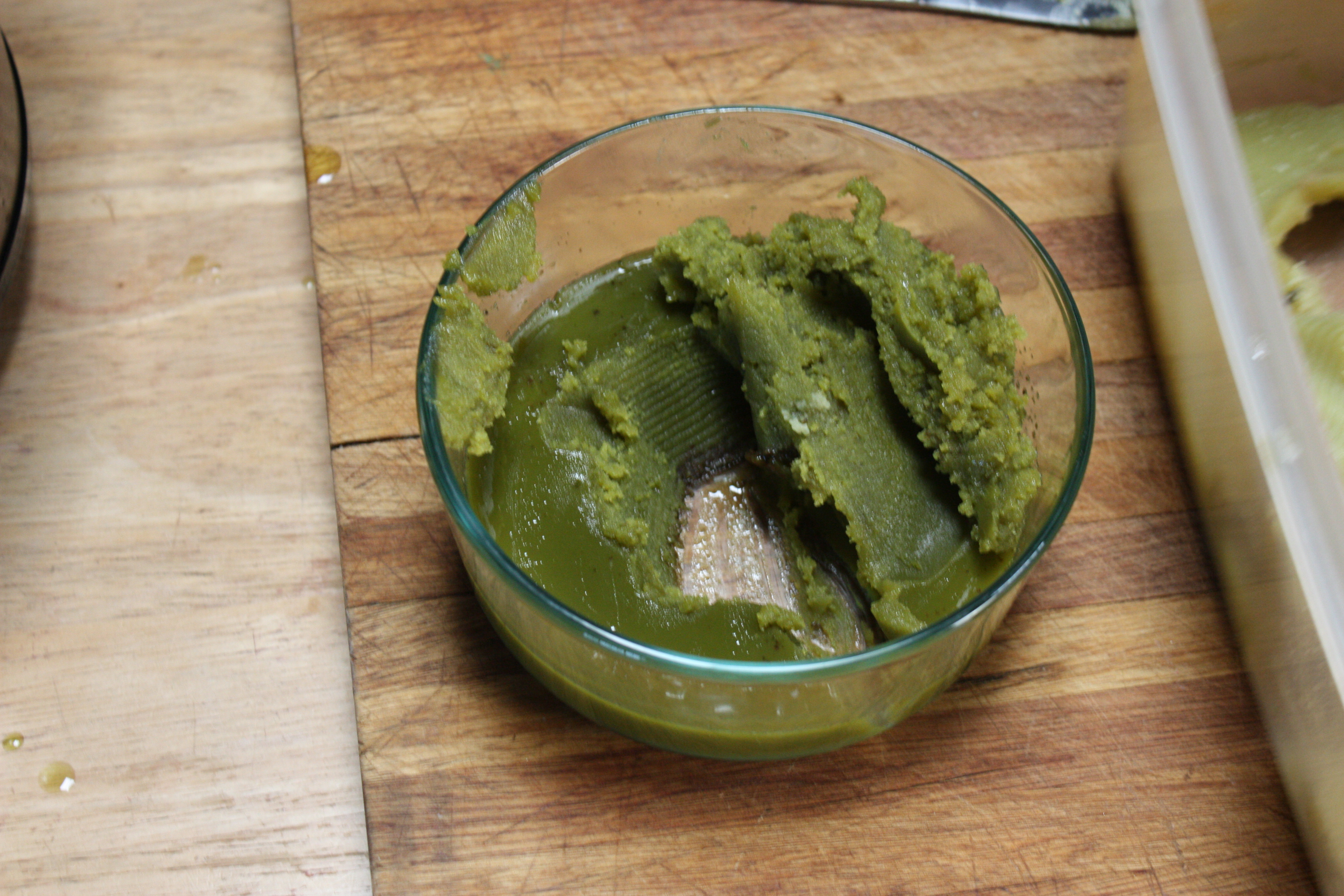
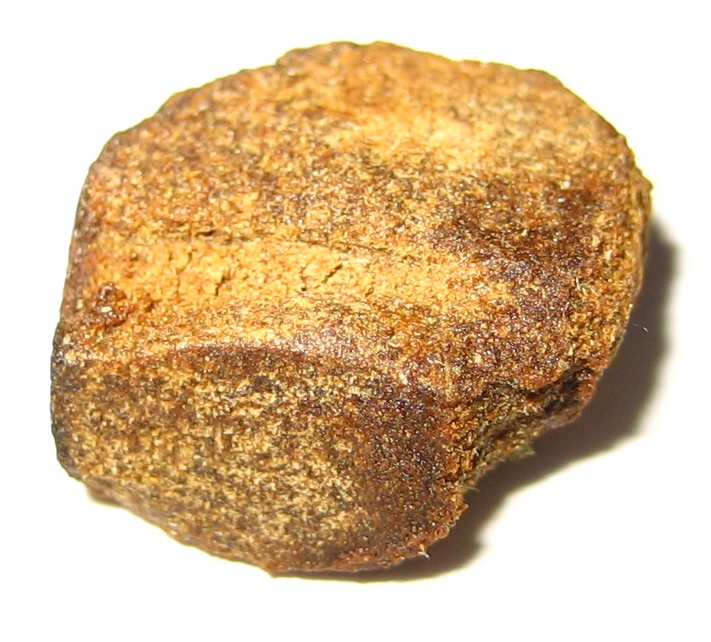
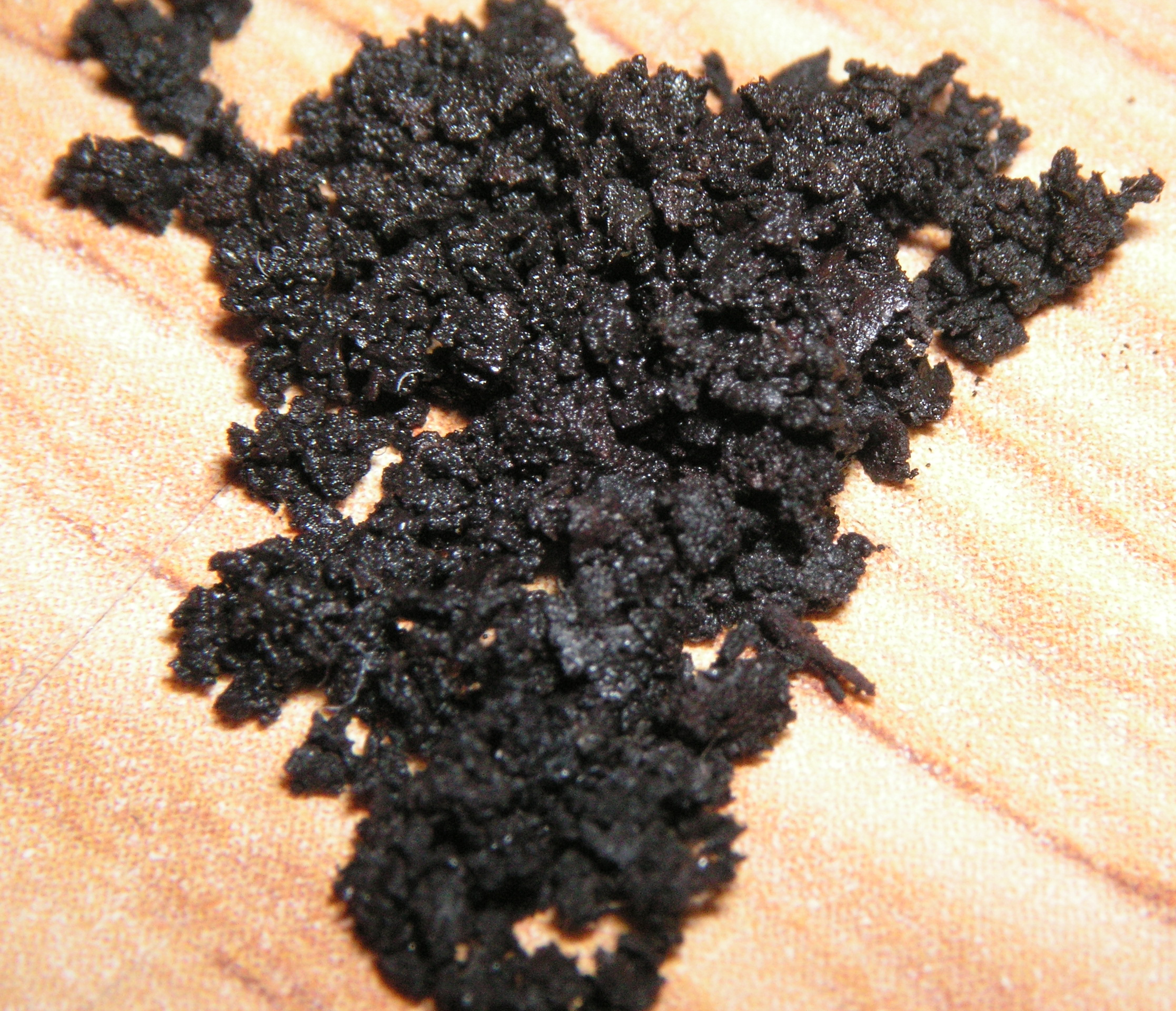
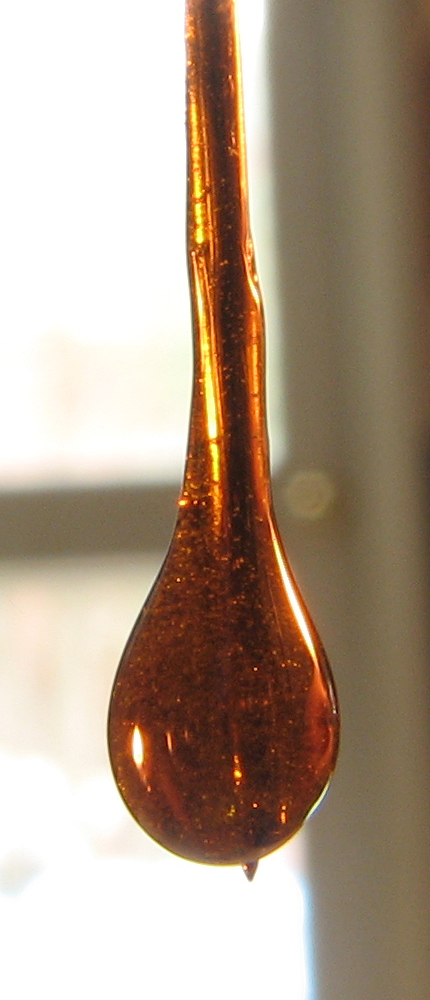
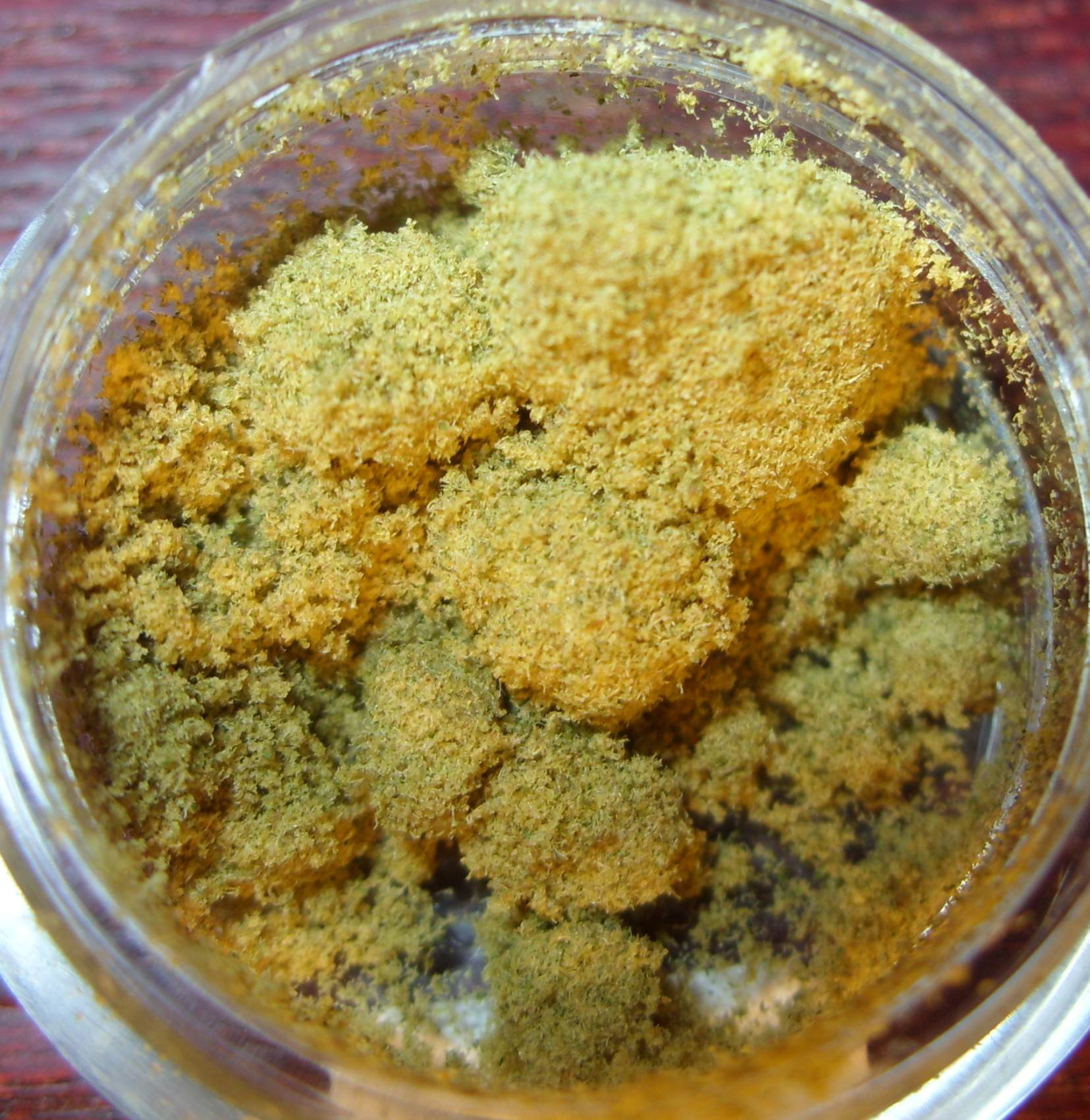
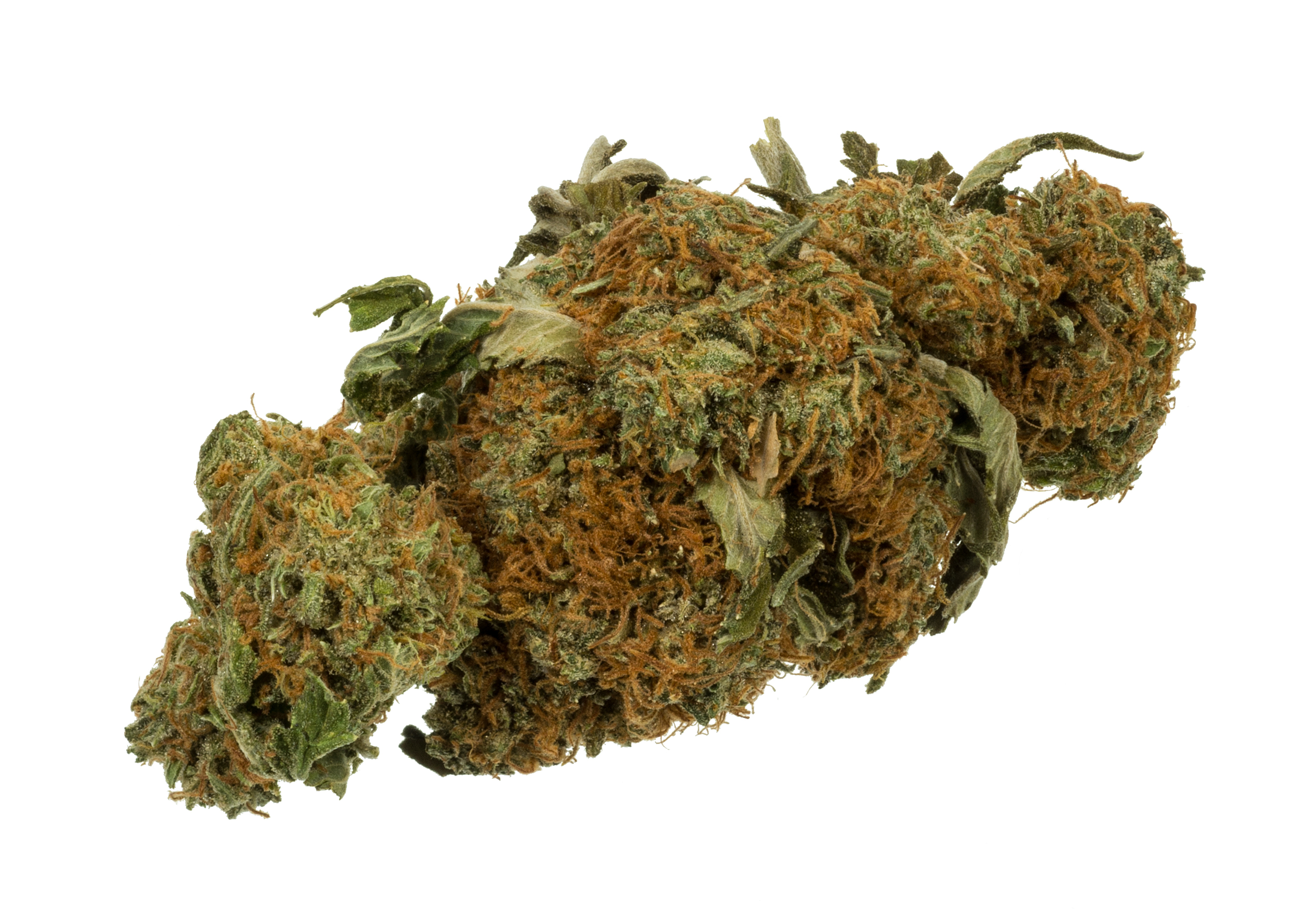